# Moravská vlajka (1800–1918)

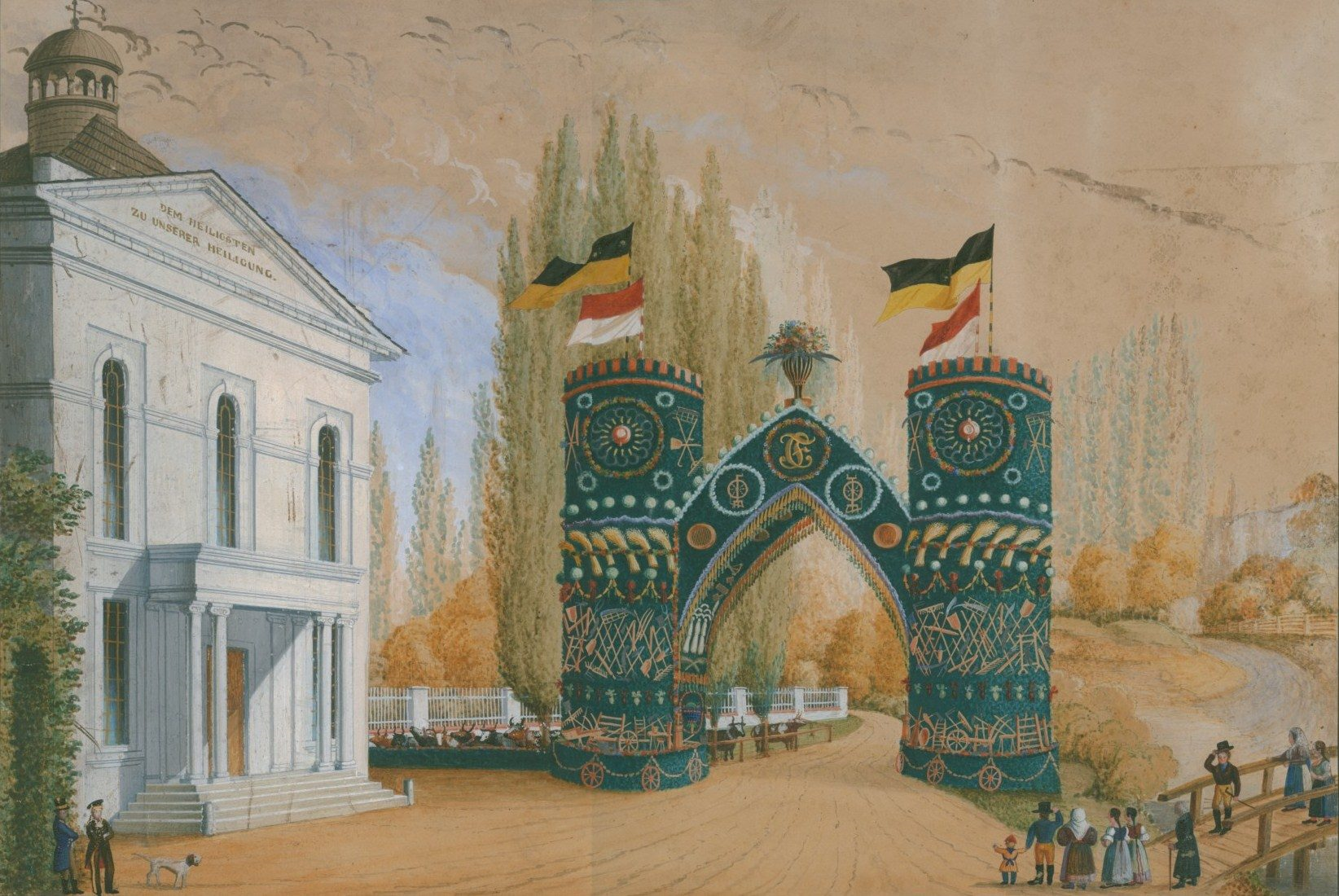
Slavobrána postavená v Kuníně v roce 1845 u příležitosti návštěvy arcivévody Františka Karla. Na věžích vlající černožlutou a červenobílou bikolóru dobový popis označuje za rakouské a moravské zemské barvy.

Je doloženo několik podob moravské vlajky užívaných v historii.
Na začátku 19. století byla Morava v postavení nesamostatné země, která byla od roku 1804 součástí Rakouského císařství, jež vzniklo krátce před konečným rozpadem Svaté říše římské. Byla jednou z tzv. korunních zemí, v jejímž čele stál zemský místodržící. Vázaly ji předpisy vydávané ústředím státu ve Vídni. Z doby předtím je známo jen málo dokladů užití moravských zemských barev. Moravským panovníkem byl císař a jelikož markraběcí titul byl jen jedním z mnoha, které měl, nepotřeboval pro něj zvláštní obrazové vyjádření. Po téměř celou první polovinu 19. století tak zemské barvy neměly ten význam jako od jeho poloviny dále. Pravomoci orgánů stavovské správy země byly omezeny. Neměly pravomoc reprezentovat a být reprezentován.
Zemská samospráva dostala docela velké pravomoci až s vydáním prosincové ústavy v roce 1861, po níž byly vydány jednotlivé zemské ústavy. V nich však ani v žádném dokumentu nižší právní síly nebyly stanoveny zemské barvy či zemské vlajky. Tyto pojmy tak sice v 19. století existovaly, ale byly prázdné, tzn. nebyly určeny právně, ani obecně, ani konkrétně. Při popisování období před rokem 1918 nelze tedy napsat, že "zemská vlajka Markrabství moravského byla žluto-červená vodorovně dělená bikolóra", protože takto nebyla v žádném právním dokumentu stanovena. Dá se jen říct, že "jako zemské barvy používaly orgány zemské samosprávy v letech 1848-1918 červenou a žlutou", nebo pokud je to odůvodnitelné "ve funkci zemské vlajky Moravy se orgány zemské samosprávy v letech 1848-1918 používala (použila) červeno-žlutá bikolóra".
Nepřítomnost zákonného předpisu vysvětluje to, že v publikacích z této doby jsou "zemské vlajky" uváděny různě. Většinou si je autor odvodil vycházeje z několika skutečně známých vlajek a z heraldických pravidel z příslušných znaků. Zvláštním problémem na Moravě byla v 19. století skutečnost, že moravský znak se vyskytoval ve dvojí podobě. Jejím historickým po staletí používaným a oficiálně platným úředním popisem císařského znaku předepsaným symbolem byla stříbrno-červeně šachovaná orlice se zlatou korunou a zbrojí v modrém poli štítu. Nicméně císařem Fridrichem III. Habsburským listinou ze 7. prosince 1462 povolené užívání šachované orlice v barvách zlaté a červené, ačkoli se tato úprava v praxi neprosadila, vedlo, poté co se listina na přelomu 18. a 19. století dostala především do určitého povědomí představitelů moravské zemské správy, zejména od 30. a 40. let 19. století ke stále sílícím snahám zemské správy o uznání listiny císařem. A i když ji až do roku 1915 neuznal, řada prohlašujících vyjádření vídeňských úřadů vyznívala tak, že se nebrání užívání zlatého a červeného šachování orlice.
Otázkou po celé 19. století tak bylo to, zda má platná, ale oficiálně neúčinná erbovní listina Fridricha III. Habsburského, přednost před historicky užívaným a potvrzeným znakem Moravy. Otázka zemských barev, ke které se vztahovala otázka podoby (případné) zemské vlajky, byla růzností názoru na správnost (platnost) zemského znaku samozřejmě ovlivněna.

## Vývoj

### Zemská vlajka Moravy v době nacionalismu

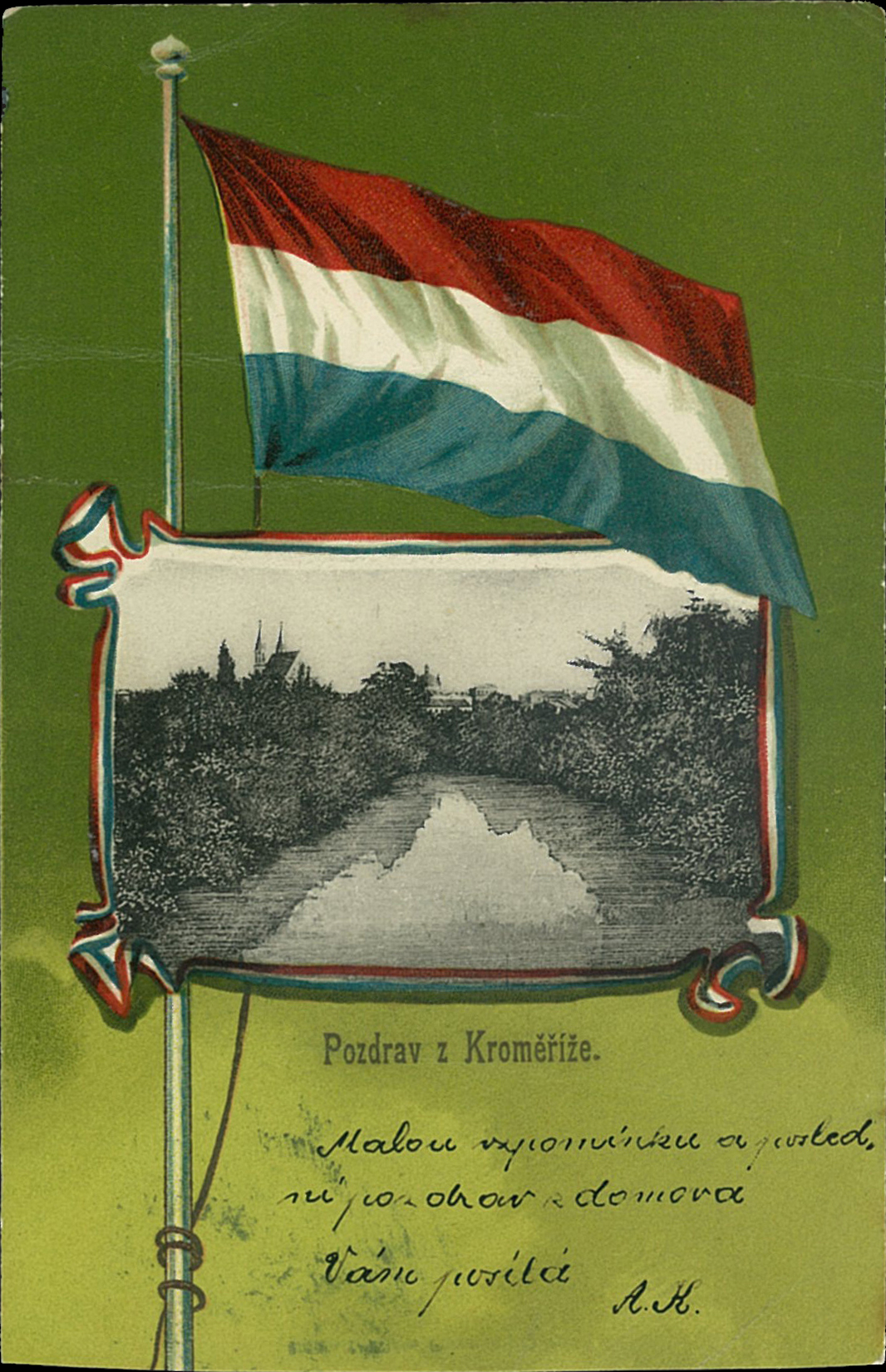
Historická moravská vlajka - červenobílomodrá trikolóra. Pozdrav z Kroměříže. Vydavatel Vilém Povondra. Pohlednice prošlá poštou v roce 1901.

V 18. století a především po francouzské revoluci se významně změnil význam vlajek a praporů. Do této doby prapory nebo vlajky reprezentovaly především feudálního pána nebo panovníka popřípadě stát. V době revoluce se vlajky začaly používat v politickém smyslu jako výraz spojení s národem nebo lidem a postupně se jejich vzhled i užití podřizovalo striktnějším pravidlům.
Morava se během 19. století ocitla uprostřed dvou významných politických center a koncepcí. Na jedné straně tu byla národně česky zaměřená Praha s koncepcí jednotného českého národa (role a význam moravanství měla v tomto pojetí různé nuance) a státu. Na druhé straně potom stálo centralizační, a někdy také germanizační, úsilí Vídně. Situace byla o to složitější, že na Moravě žila velká skupina německy mluvícího obyvatelstva, které buď tíhlo k zemskému pojetí moravanství, nebo se hlásilo k centralizačním (a germanizačním) snahám Vídně. Politické a kulturní vztahy mezi Moravou a Vídní byly silnější než v Čechách a na rozdíl od Čech tu byl i silnější moravský zemský patriotismus.
Vlajka se v této době na Moravě nutně stávala symbolickým vyjádřením různých a často i rozporuplných politických, zemských a národních identit a koncepcí.
Obecně je možné říci, že během 19. století se na Moravě plně projevuje existence dvou či tří souběžně existujících verzí moravské zemské vlajky a zemských barev. Jejich barevnost má přitom určitou vnitřní symboliku a vztah k výše zmíněné erbovní listině císaře Fridricha III. Habsburského ale i k dobovému politickému kontextu.

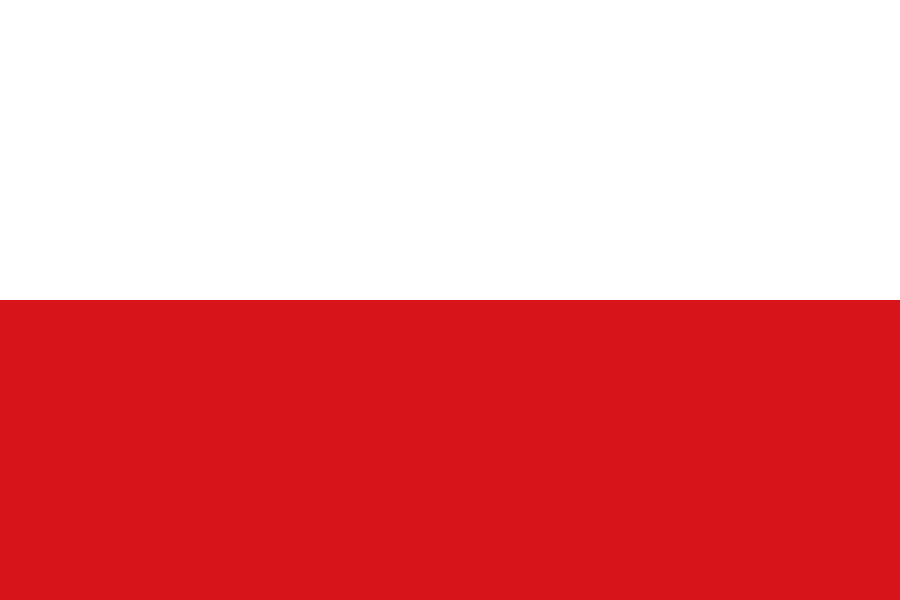
Bílo-červená bikolóra. Bílo-červená i červeno-bílá varianta českého zemského praporu se údajně měly ve 2. polovině 19. století rozšířit i za hranice Českého království do Markrabství moravského, které nebylo součástí Českého království. Zde se s oběma bikolórami setkáváme vedle panslovanských trikolór a žluto-červeného/červeno-žlutého praporu. Nicméně na Moravě se podle autora článku Prapor země České prý nemá jednat o demonstraci moravské zemské příslušnosti, ale o projev české národní sounáležitosti. Proti takto přísnému výkladu však stojí doklady svědčící o užití barev moravského znaku na bikolóře a trikolóře a vnímání bílo-červené/červeno-bílé a modré jako zemských barev.

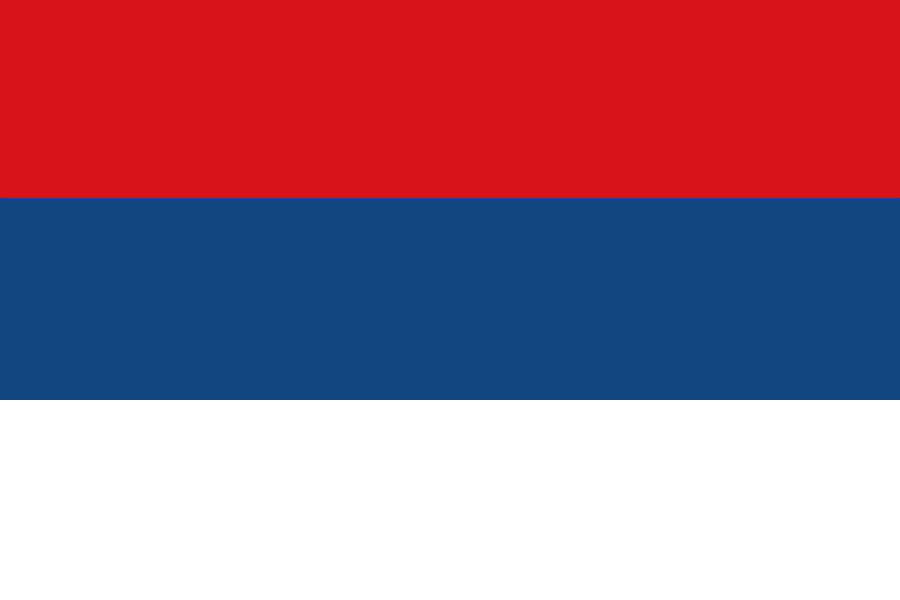
Červeno-modro-bílá verze vlajky Moravy z 2. poloviny 19. a začátku 20. století. Na přelomu dubna a května roku 1848 měly být poprvé vyvěšeny slovanské prapory v Kroměříži.

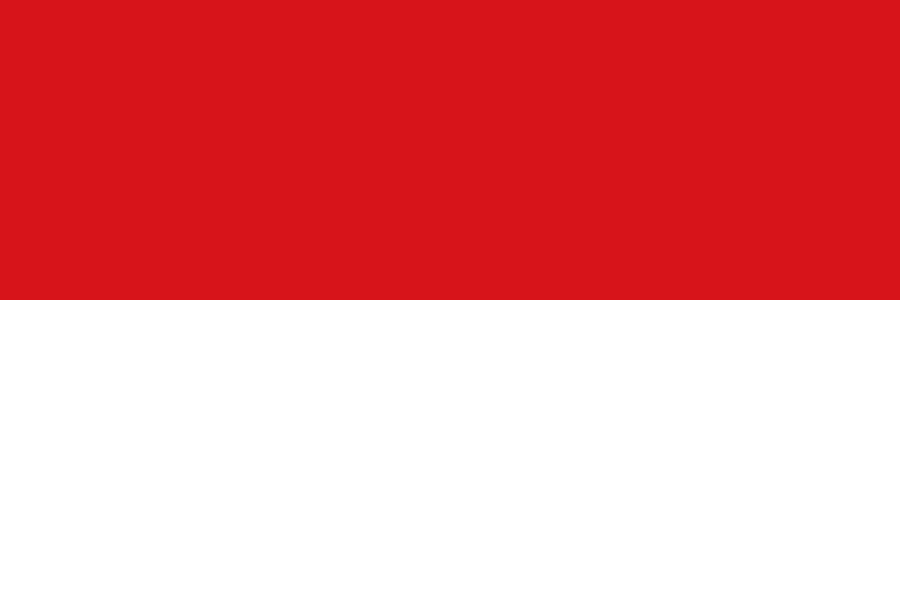
Červeno-bílá bikolóra.

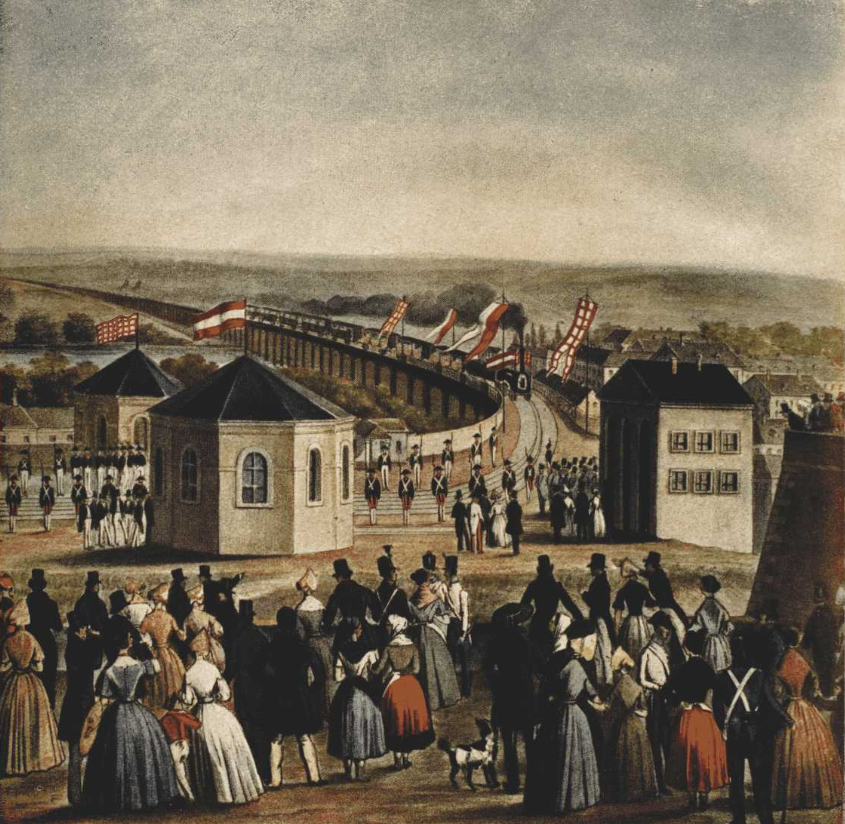
Příjezd prvního vlaku do Brna 7. července 1839.

V první polovině 19. století došlo k oživenému užívání zlaté (žluté) barvy namísto stříbrné (bílé), a to především z iniciativy moravských zemských (samosprávných) úřadů, ve kterých měly převahu německy mluvící elity. Žlutočervená verze měla mít oficiální posvěcení z Vídně a sympatie především německy mluvících obyvatel Moravy. Na druhou stranu bílo-červeno-modrá verze byla upřednostňována česky mluvícími obyvateli Moravy. Svoji roli hrála i skutečnost, že tyto barvy, odvozené od zemského znaku, byly zaměnitelné s tzv. všeslovanskými barvami, jejichž povědomí se mezi českým obyvatelstvem lavinově rozšířilo. Tyto barvy byly zvoleny na zasedání zástupců slovanských národů 23. března 1848 v Berlíně, které také stanovilo, že ve formě praporu budou uspořádány do svislých pruhů v pořadí modrá-červená-bílá, přičemž modrý pruh bude nejblíže žerdi. Stejný prapor (spolu s českým) pak byl nesen i na čele slavnostního průvodu při zahájení Všeslovanského sjezdu v Praze 2. června 1848. Moravané byli na sjezdu součástí česko-slovanského sboru, který byl jedním ze tří (ostatní dva byly polsko-rusínský a jihoslovanský).

### Stavovská uniforma
Dopisem česko-rakouského kanceláře zemskému hejtmanovi z 31. července 1807, v němž byl avizován císařův úmysl a zemský hejtman byl žádán o návrh uniformy, bylo moravským stavům, nikoliv ale Moravě jako zemi, za jejich věrnost v době Napoleonova vpádu, povoleno nošení uniforem „podle zemských barev“, jež však nebyly v reskriptu definovány. Dvorní dekret rakouského císaře Františka I. z 23. prosince 1807, který popisuje výsledný vzhled uniformy, udává červený kabát, bílou vestu, modré výložky, zlaté vyšívání a zlaté nárameníky, na nichž je vyšita orlice v červeno-stříbrném šachování. Rovněž závěsník šavle, tradičně v heraldických barvách, je bílý a červený. Ve 30. letech 19. století ale moravské úřady vědomě změnily text i výklad tohoto dekretu tak, že orlice má být červeno-zlatě šachována a že takováto orlice by měla být i v zemském znaku.

### Znak Rakouského císařství
Na oficiálním znaku Rakouského císařství ale stále figurovala stříbrnočervená orlice. Po celé 19. století se moravské zemské orgány snažily na základě erbovní listiny Fridricha III. Habsburského prosadit žlutočervené šachování moravské orlice do oficiálního znaku rakousko-uherské monarchie. To ale neznamenalo, že by tato verze heraldických barev a z nich vycházející barevnost zemských vlajek a praporů byla na Moravě jediná.

### Revoluční rok 1848
Poté, co začátkem roku 1848 proběhly nepokoje v Itálii, koncem února revoluce ve Francii, březnová revoluce v Německu a v Rakouském císařství, 13. března odstoupil kancléř Metternich. Nato byla zrušena cenzura tisku a slíbeno vytvoření ústavy. Již 14. března bylo povoleno zakládání Národních gard, které měly chránit osoby a majetek. Gardisté nosili jako odznak na levém rameni bílou pásku. Národní garda v Brně nosila v té době bílé kokardy "tu a tam doplněné červeným lemem, neboť červená a bílá jsou jak české, tak moravské barvy" také.
7. dubna 1848 měla do Brna v souvislosti se snahou o opětovné spojení Čech s Moravou přijet delegace Pražanů. Několik studentů se proto vydalo s červenobílým praporem na nádraží, kde je chtěli přivítat. Někteří brněnští Němci se však proti tomu vybaveni praporem v německých barvách (černá-červená-žlutá) postavili. Pražští vyslanci však toho dne do Brna nepřijeli.
Nelze přesně určit, kdy byl na jaře 1848 poprvé vyvěšen prapor v barvách červené a žluté. Mohlo k tomu dojít například při tak důležité politické události, jakou bylo 14. dubna veřejné vyhlášení sněmovního usnesení o moravské samosprávě. Josef Alexander Helfert ve své práci k brněnskému zemskému sněmu v roce 1848 píše, že když bylo moravským sněmem vydáno jeho protičeské stanovisko, ulice v Brně byly vyzdobeny žlutočervenými prapory. 20. dubna se v Mährich-ständische Brünner Zeitung objevila poznámka, v níž bylo kvůli "pochybnostem o správných moravských zemských barvách" vysvětleno, že protože je správným moravským znakem zlatočerveně šachovaná orlice, zemskými barvami jsou zlatá a červená. Důvod pro vynechání modré barvy, jedné z barev znaku Moravy, je nejasný.
25. dubna bylo z balkonu Reduty v Brně přečteno německé a české znění nové ústavy (tzv. Pillersdorfova). Matěj Mikšíček o tom podal zprávu uveřejněnou v Národních novinách. Byly vyvěšeny čtyři korouhve: rakouská, "stavovská červenožlutá", celá bílá a bíločervená. Vyvěšení červeno-žluté bikolóry mimo Brno je doloženo již následující měsíc, při proněmecké akci v Novém Městě na Moravě.
Když byl 4. května 1848 v časopisu Týdenník uveřejněn příspěvek Politické zemské barvy Moravské Aloise Vojtěcha Šembery, stalo se tak zřejmě v reakci na dopis Václava Kozánka, bratra Jana Kozánka, Janu Ohéralovi odpovědnému redaktoru Týdenníku z 27. dubna 1848 v záležitosti sporu o prapor národní gardy v Přerově, který tam probíhal na jaře roku 1848. Aloisi Vojtěchu Šemberovi, profesoru české řeči a literatury nejprve v Olomouci, později v Brně a ve Vídni, a spolupracovníku Týdenníku byl Kozánkův dopis zřejmě předán, čímž se vysvětluje jeho příspěvek, v jehož úvodu píše: "Došly nás dotazy, jaké jsou vlastně politické barvy Moravské, zdali bílá (stříbrná) a červená, neb žlutá (zlatá) a červená, jelikož mínění o tom jest rozdvojené a při nynějším zřizování obrany národní na tom záleží, by s jistotou se vědělo, jaká kokarda se při ní má zavésti.", a v němž po exkursu do historie dochází k závěru, že: "Jest tedy barva politická markrabství Moravského zlato-červeno-modrá, a tou se označiti přísluší obyvatelům země této, buďtež Slované anebo Němci.". O Šemberově příspěvku potom píše Vincenc Brandl ve svém článku otištěném v roce 1886 v časopisu Obzor pod názvem Zemský erb čili znak markrabství Moravského, že šlo o: "...článek, v němž dokazovati se jal, že na základě privileje z roku 1462. pravý zemský erb markrabství moravského jest červenožlutá orlice. Poslancové tehdejší názor Šemberův si osvojili a usnesli se při rokování o nové ústavě zemské, která však nikdy v život nevešla, na článku 5. takto znějícím: "Země Moravská podrží dosavádní svůj erb zemský, totiž orlici v pravo hledící v poli modrém a červenozlatě kostkovanou. Zemské barvy jsou zlatá a červená." Šemberův výklad přesvědčil umírněné členy přerovské národní gardy k tomu, aby si pořídili prapor a kokardy v jemu odpovídající zemské barevnosti. Proněmecká vrstva ve městě, kterou podporovali i úředníci Přerovského kraje v čele s hejtmanem, ale přerovské gardě v souvislosti s agitací při volební kampani do Frankfurtského parlamentu vnutila prapor a kokardy v barvách velkoněmeckých: černé, žluté a červené.
Úkolem tzv. Frankfurtského sněmu bylo vypracování tzv. celoněmecké ústavy. Na jaře roku 1848 byly velké tlaky na uskutečnění voleb do tohoto parlamentu i v dalších německy mluvících zemích, především v Rakousku. V dobovém českém tisku jsou stížnosti na většinou pouze německy mluvící a češtinu neznající úředníky, kteří se v souvislosti s přípravou těchto voleb snažili obyvatele Moravy přesvědčovat o tom, že jedinými správnými moravskými barvami jsou černá, červená, zlatá: "že barvy černá, červená a zlatá jsou barvy národní moravské, aby jich nosili a praporci takovými věže a jiná veřejná stavení zdobili, atp.". Frankfurtský parlament odhlasoval i to, že Čechy a Morava jsou součástí Německé říše, a tak byli Moravané úředníky přesvědčování, aby používali německé barvy.

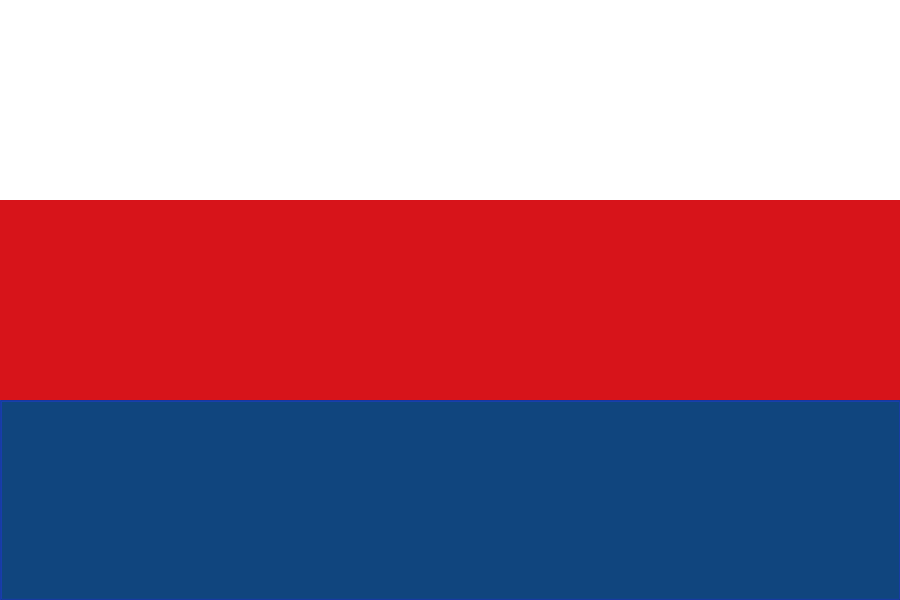
Jedna z verzí vlajky Moravy v podobě bílo-červeno-modré trikolóry. Používali ji údajně zástupci česky mluvících Moravanů na Slovanském sjezdu v roce 1848. V tomto pořadí zemské barvy uvádí zpráva z roku 1896 v Dačických listech.

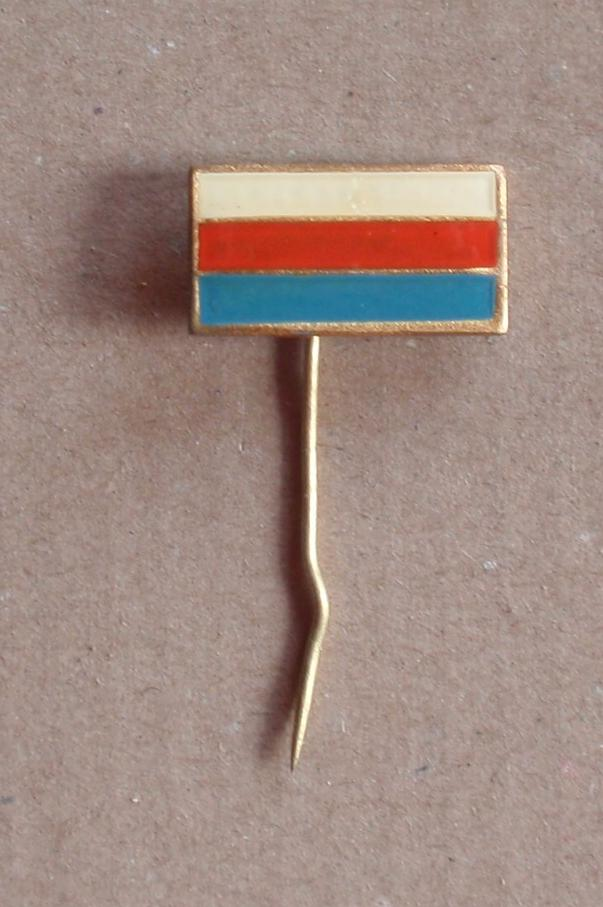
Odznak moravská vlajka - bíločervenomodrá trikolóra. Historickou moravskou vlajku v podobě bíločervenomodré trikolóry zachycuje i sklenice uložená v Moravském zemském muzeu (vlajka vlající na stožáru před Besedním domem v Brně, rok 1905).

Žluto-červeno-modrá trikolóra byla kompromisním řešením moravských vlastenců, o jehož praktickém naplnění ale téměř chybí zprávy. V roce 1880 moravské místodržitelství údaj o "zlaté-červené-modré" jako zemských barvách, který se objevoval v různých v zemi vydávaných kalendářích, označilo za nesprávný a za moravské zemské barvy považovalo jedině "zlatou-červenou". V rozporu s oficiálním stanoviskem je informace v Dačických listech z roku 1896, podle níž byly pro Moravu stanoveny zemské barvy žlutá-červená-modrá, jelikož původní barvy země bílá-červená-modrá byly úřady vykládány jako nepřípustné a zakazovány, protože prý představovaly "všeslovanské" barvy. Zlatá (žlutá), červená a modrá jsou s odkazem na zlatočerveně šachovanou orlici vyjmenovány jako moravské zemské barvy Matoušem Václavkem v Úvodu do zeměpisu markrabství Moravského z téhož roku.

Stanovisko Aloise Vojtěcha Šembery vycházelo z předpokladu, že znakem Moravy je od roku 1838 povolená červenozlatě šachovaná orlice v modrém poli (jen dočasně se neslučující se státním znakem). O něco dříve koncem dubna 1848 podobně heraldicky (zemské barvy musí obsahovat barvy zemského znaku) o moravské zemské vlajce jako o červenožlutomodré trikolóře uvažoval úředník dvorské kanceláře ve Vídni Antonín Rybička. Zlatočervené šachování orlice ale bylo z opačného pohledu chápáno jako nehistorické. A jako svévolný zásah byl Šemberův názor začátkem června 1848 v Týdenníku ideologicky, nikoli historicky kritizován, s jednoznačným závěrem, že "Protož byli a mají zůstati: bílá, červená a modrá barvy naše.".

#### Moravský zemský sněm 1848–1849
V revolučním roce 1848 se otázka zemských barev Moravy dostala na jednání tzv. „selského“ zemského sněmu, který byl zvolen podle nového volebního řádu, jenž zaručil značnou účast zástupců venkovských měst a okrsků. Byl zahájen 31. května v Brně a zasedal téměř 8 měsíců až do 24. ledna 1849. Nové zemské zřízení měla vypracovat třicetičlenná komise zvolená 20. června. První návrh byl v plénu představen rytířem Chlumeckým 9. srpna. O znění paragrafů se diskutovalo ve druhém čtení 14. srpna. V pátém paragrafu bylo navrženo, že "Země Moravská podrží svůj dosavadní erb: v modrém poli zlatem a červenou barvou šachovaného korunovaného orla, za erb země". Poslancem Josefem Czibulkou bylo navrženo, aby byly ustanoveny i zemské barvy, totiž zlatá a červená. Poukázal také na to, že tyto barvy do své kokardy jako zemské přijala Brněnská národní garda. Pozměněný text § 5 byl po hlasování velkou většinou přijat.
15. září byl vzhledem k předtím odhlasovaným změnám ve třetím čtení článek o zemském znaku přesunut a v definitivním znění schválen (§ 6): "Země Moravská podrží svůj dosavadní zemský erb, totiž: V modrém poli zlatem a červenou barvou šachovaného, korunovaného, napravo hledícího orla. Zemské barvy jsou zlatá a červená.".
Konečný návrh nového moravského zemského zřízení byl přijat 20. září. Současně bylo rozhodnuto, že jeho text v němčině a češtině bude vytištěn a odeslán ministerstvu, aby byl předložen a potvrzen říšským sněmem a císařem. Návrh a doprovodná nóta, již podepsal předseda sněmu Johann Koppel, byl do Vídně odeslán 30. září, presidiu rakouského říšského sněmu. Až do rozpuštění moravského zemského sněmu (odročení na neurčito) v lednu 1848 se o zemském zřízení na sněmu dále už nejednalo. Nezabýval se jím však ani říšský sněm, přesunutý kvůli nepokojům ve Vídni v listopadu do Kroměříže, a tak se nedostal ani k císaři.
V návrhu, který ale nebyl realizován (zůstal v podobě nepřijatého legislativního návrhu), se píše o moravských barvách, nikoliv ale konkrétně o vlajce nebo praporu. Ze zápisu jednání sněmu v Moravském sněmovním listu vyplývá, že se nejednalo o podobu zemské vlajky, ale pouze o barvy moravské orlice na modrém štítu. Stanovisko sněmu z roku 1848 ve věci zemských barev bylo ovšem později částí politiků a tisku bráno coby jasné vyjádření většinové vůle tehdejší zemské reprezentace a používalo se jako argument pro legitimitu žluté a červené jako oficiálních zemských barev. Původně upřednostňovaná červeno-žluto-modrá trikolóra se tím ve druhé polovině roku 1848 přestává užívat a z Brna se zvolna začíná šířit užívání žluté a červené. Jednoznačně ale nelze určit, v jakém pořadí byly tyto barvy v roce 1848 používány na praporu (chybí například barevné vyobrazení), která barva byla "správně" nahoře a která dole, jelikož heraldické hledisko tuto otázku nerozhodne.
Na jaře začátkem května 1848, a potom na podzim na začátku listopadu informoval Karel Havlíček Borovský v Národních novinách o své návštěvě Moravy. Zmiňuje používání zemských barev v podobě bikolór, barev červená-bílá či žlutá-červená, a trikolór. Vedle německé trikolóry byly k vidění slovanské barvy červená-bílá-modrá (podle červeno-stříbrně šachované orlice v modrém poli). Nově je představena i kombinace žlutá-červená-modrá (podle stavů).
Bílomodročervená trikolóra (slovanský prapor) obsahující barvy úředně platného znaku Moravy byla prosazována zvláště příznivci spojení Čech a Moravy jako slovanských zemí, což byli slovansky orientovaní čeští politici. Tyto barvy měly své příznivce na moravském venkově: "Většina dědin má barvy moravské, tj. bílé-modro-červené, co staromoravské barvy. Národ neuznává (- a sice právem -) sněmem brněnským vytvořené barvy červeno-žluté, které brněnské a Holomoučtí gardy přijaly. ... My národové slovanští všichni buď bílou-modrou buď bílou-červenou buď bílou-modrou-červenou barvu jsme si od jaktěživa zalíbili a v nejnovějších časech tyto poslední barvy za význam ducha vůbec slovanského uznané jsou."
Pořadí slovanských barev na moravských praporech bylo tehdy i později popisováno různě. Pokud moravský sněm ustanovil za zemské barvy žlutou a červenou: "přenáhlil se a chybil". V Olomouci byl císař Ferdinand V. 14. října přivítán jak černožlutými císařskými korouhvemi tak bíločervenomodrými prapory označovanými dobovým tiskem jako slovanské i jako moravské. Těmito prapory byly vybaveny zejména slavnostní delegace venkovských obcí sjíždějící se do Olomouce, aby vzdaly hold císaři. Ve venkovských obcích se zvolna probouzelo moravské smýšlení a obecně přijímaly bílou, červenou a modrou za moravské barvy. V Brně sice na podzim roku 1848 převládala žlutočervená bikolóra, ale zaznamenána byla červenobílá bikolóra i slovanská trikolóra. V Moravských novinách se 23. prosince také objevila myšlenka, že zdrojem slovanských barev jsou moravské barvy: "Proto to též není náhoda, že právě moravská národní barva, jest za barvu všeslovanskou vyvolena".
24. ledna 1849 na konci svého projevu dr. Jan Koppel oznámil přerušení zasedání sněmu na dobu neurčitou, dokud nebude jeho opětovné svolání dovoleno ministerstvem. Na toto jeho opětovné svolání nikdy nedošlo, čímž se stalo zasedání 24. ledna 1849 poslední schůzí prozatímního moravského zemského sněmu. Zemská ústava žádaná prozatímním zemským sněmem, jakož i s ní související usnesení o barvě zemského znaku, nikdy nebyly předloženy k nejvyššímu schválení, a z toho důvodu nedostaly žádnou zákonnou platnost.
Politické uvolnění roku 1848 skončilo krátce nato s rozpuštěním kroměřížského říšského sněmu a jednostranným vyhlášením říšské ústavy císařem Františkem Josefem I. 4. března 1849 (tzv. Březnová či Stadionova ústava). Při jejím slavnostním vyhlášení 9. března z balkonu guberniálního domu v Brně byly vyvěšeny černožlutý a žlutočervený prapor. Byla pak základem ústav jednotlivých korunních zemí v rakouské části monarchie. Její § 8 zaručoval, že "Státní a zemské znaky a barvy zůstanou zachovány. 

V Kapesním slovníčku novinářském a konversačním Ludvíka Rittera vydaném v roce 1851 se k barevnosti kokard uvádí, že "Kokarda, jest růžička čili kulatá mašle na klobouku, neb kabátu, jíž se některé smýšlení, národnost, jednota, sbor atd. vyznačuje. Když je nosí ženské, dávají si ji do vlasu neb na ňadra. Dobře známy jsou zajisté ještě kokardy rozličného politického vyznání z roku 1848, zvláště pak slovanské, červeno-bělo-modré, pak černo-červeno-žluté strany německé, a mnohonásobné jejich spory. Císařská rakouská, jakou vojsko u nás nosí, jest černo žlutá, česká i polská bělo-červená, moravská neb i česko-moravská, pak jihoslovanská, jako slovanská.".

Místo moravské ústavy vypracované zemským sněmem, která nikdy nevstoupila v platnost, byla 30. prosince 1849 zavedena nová moravská ústava (tzv. Bachova), jejíž § 5 obsahuje v souladu s § 8 říšské ústavy ze 4. března 1849 stručný pokyn "Moravské markrabství podrží svůj dosavadní znak a zemské barvy." Zatímco "dosavadní znak" ve formulaci lze právně vykládat jen tak, jak je stanoven v poslední platné verzi císařského znaku z roku 1836, tedy jako stříbrno-červeně šachovanou orlici se zlatou korunou, jazykem a zbrojí v modrém poli, zemské barvy de iure předtím nikdy stanoveny nebyly, čímž je toto ustanovení prázdné, protože takto ke slovu dosavadní nelze právně přiřadit žádné barvy, leda ty, které platný moravský znak obsahuje. Březnová ústava však nenabyla účinnosti a po politické normalizaci byla tzv. silvestrovskými patenty z 31. prosince 1851 prohlášena za neplatnou. A ačkoli nebyly výslovně odvolány, se zneplatněním říšské ústavy zanikly i všechny zemské ústavy, které byly jejími prováděcími zákony. Nahradily ji Zásady organického řízení korunních zemí Rakouského císařství. Zemské sněmy nebyly až do roku 1861 svolávány. Země rakouské monarchie byly tak jako předtím řízeny centralizovaně ministerstvem vnitra ve Vídni, a stejně jako před rokem 1849 (resp. 1851) neexistovalo žádné právní nařízení, které by závazně upravovalo vzhled a používání moravských zemských barev.
Přijetí barev žluté a červené schválených moravským zemským sněmem jako zemských probíhalo váhavě a rozpačitě a zeměpisně-politická literatura je zaznamenala teprve postupně. V práci Pantaleona Neumanna Zeměpis Moravy a Slezska s připojeným zeměpisem Čech vydané v Brně v roce 1851 se vedle popisu moravského znaku, který byl takto v jiném Neumannově díle popsán v roce 1846, tentokrát uvádí výslovně i moravské barvy, že "znak moravský je jednohlavý, bíle a červeně kostkovaný orel s roztaženýma křídlama v poli modrém; barvy tedy moravské jsou modrá, bílá a červená".
Před rokem 1848 poznámky pražského profesora heraldiky první poloviny 19. století Johanna Helblinga von Hirzenfelda upozorňovaly na to, že slovanské barvy - červenou, modrou a bílou - měly též Kraňsko a Morava. Podle I. Štarhy, například Nový prostonárodní popis Čech, Moravy a Slezska podle posledního politického a soudního dělení s přídavkem o uherském Slovensku (Praha 1854, s. 193) uvádí, že „znakem je bíle a červeně kostkovaná vpravo hledící orlice v modrém poli, pročež zemské barvy jsou: modrá, bílá a červená“. Také při návštěvě císaře a krále Františka Josefa I. v Rajhradě a v Brně v roce 1862 vlály modro-bílé-červené vlajky, což bylo vnímáno s nelibostí jako všeslovanský symbol.

### Zemské barvy ve 2. polovině 19. století

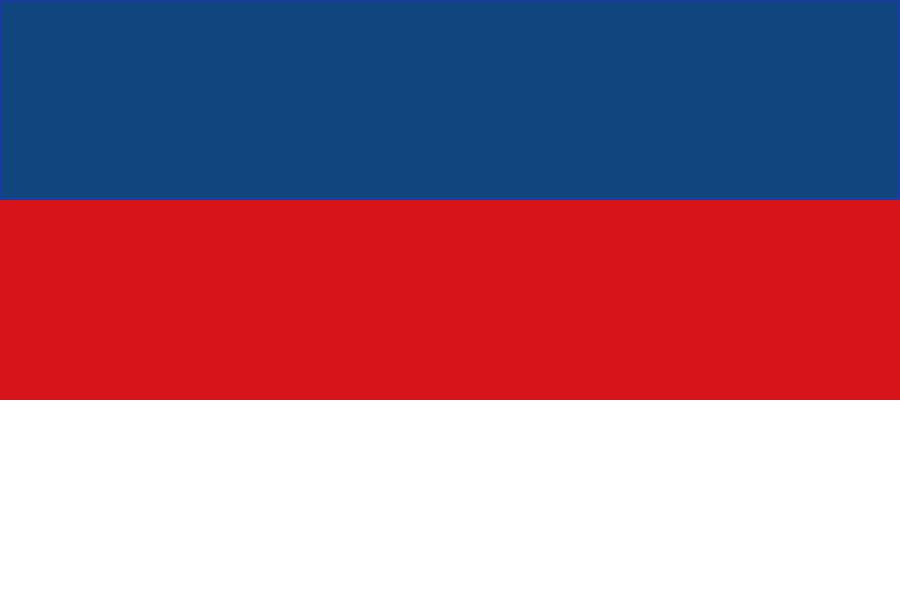
Modročervenobílá trikolóra (před (?)/od 1848). Totožné pořadí barev trikolóry modrá-červená-bílá jako zemských barev Moravy je použito v barevné příloze Rakouského univerzálního kalendáře Austria na rok 1844 vydaného ve Vídni Josefem Salomonem: Austria oder Oesterreichischer Universal-Kalender für das Schaltjahr 1844. Mit einer heraldischen Farbentafel. Tabulka (titulní mědirytina) se zemskými barvami jednotlivých provincií rakouského císařského státu pochází od J. P. Kaltenbaecka.

Učebná knížka zeměpisu pro vyšší třídu obecných škol na Moravě a ve Slezsku z roku 1874 Antoňa Tilleho za moravský znak uznává "orla stříbrně kostkovaného s rozepjatýma křídly v modrém poli". Podle první česky psané vexilologické publikace, která byla vydána v roce 1884, příručky Barvy zemské a národní všech známých států na zemi, jež se pokouší o definici symbolů územních celků: "Takovými symboly pak jsou zemské barvy (prapory) a znaky (erby)", jsou moravskými barvami zlatá, červená a modrá. A i když připomíná návrh zemské ústavy z roku 1848, určující, že zemskými barvami jsou žlutá a červená, dodává, že "v praxi užívá se však výše uvedené trikolóry, s připojením barvy pole k barvám obrazu znakového." Jedním z mála případů, kdy se popis v příručce nebo učebnici neomezil jen na zemské barvy a slovně připomněl jejich použití na vexillu, je práce řídícího učitele v Osíku u Litomyšle Antonína Mikuláška z roku 1895, který uvádí červeně a zlatě "kostkovanou" orlici v modrém poli s tím, že "Barvy zemské (na praporu) jsou zlatá a červená.". I v tradičním zdroji dobových informací, v kalendářích, které obsahují i zeměpisněpolitické údaje, se ohledně moravských zemských barev vyskytují časté rozdíly anebo přímé rozpaky, jakým je například konstatování: "Barvy zemské: bílo-červená a modrá (místo bílo-červené užívá se úředně žluto-červené)".
Kritika červenožlutých moravských praporů, která se objevila 9. dubna 1861 v Národních listech připomínala, že zlato-červeně šachovaná orlice je znakem moravských stavů: "měl tedy národ korouhve červeno bílé a páni stavové měli orla červeno-zlatého": "Ach je to smutné, že mnohý poslanec tázati se musel, čí to barvy jsou ti červenožluté. Moravské barvy to jsou! zněla hrdě odpověď od jednoho pána (...) musím se dále přeptati, co to znamená, ač se již dovtipuji, neb byl jsem tak šťastný dostati od toho pána ku přečtení agendu zemského výboru, (...); poznal jsem úmysl, abych totiž poučil se, jaké jsou moravské barvy. Já sprosťák myslíval jsem vždy, že červenobílá barva jest moravská, a tak venku všudy náš lid toho se drží, a když potřebuje korouhve, tož jich má takové barvy a pravívá: máme stejné barvy jako v Čechách, inu vždyť jsme vlastně jedno; a kde jest co obecného k obarvení, činí se to červenobíle.". § 6 návrhu nového moravského zemského zřízení z 20. září 1848 s ustanovením o zemském znaku a zemských barvách, od čehož se odvíjelo následující, je hodnocen takto: "Tato dvojitost nebyla pánům milá, a jisté straně, kteráž ví, proč nenávidí všecko co na bratrství české zpomíná, jednalo se též o přemožení předsudku národního, a proto r. 1848 na sněmě to přivedli k řeči a tu bylo rozhodnuto, že za zemské barvy mají býti považovány červená a zlatá.", upozorňuje na neplatnost závěrů tohoto sněmu (viz také souvislost s neustálým opakováním fráze o sněmu 1848 ve výzvě k vyvěšení moravské vlajky v den červencového státního svátku sv. Cyrila a Metoděje) a vliv na moravskou společnost: "Ale což na plat, z toho sněmu nepřijalo se mnoha na hoře ani dole.", a skvostně dojemný je celý závěr: "A jak víme dobře, národ toho si nevšímá cítě, že libost v jisté barvě má vnitřní původ v povaze a bytnosti osobní a že nezakládá se na žádném císařském privilegium ani rozkazu, a tak i nemůže ráz jistého národa svévolně změněn býti, neb jest samorostlý, přirozený, jest od Boha. Nelze lípě dubem býti; to dávno v Brně na divadle se zpívalo, a tenkráte nenapadlo žádnému o tom pochybovati. Nyní jest jináč; to jest znamení, že již nejsme v opovržení; nýbrž že ti, jenž moc mají, již všímají si ruchu v národu probuzeném".
V souvislosti se zmiňovanou návštěvou císaře Františka Josefa I. v roce 1862 vyvolal 6. listopadu přednosta smíšeného okresního úřadu v Kloboukách u Brna nové jednání o moravských zemských barvách. Popsal v Rajhradě vztyčený prapor s modro-bílo-červenou trikolórou, která byla pokládána za prapor slovanské svobody, a uvedl, že při příchodu Františka Josefa I. do Brna docházelo na jednotlivých místech k pokusům o vyvěšení takové vlajky. Pořadím barev udaným v popisu zdůraznil spojitost se slovanskou trikolórou. Poukázal přitom na popis moravského zemského znaku v Novém prostonárodním popisu Čech, Moravy a Slezska od Karla Vladislava Zapa. Pořadí barev v popisu vlajky vyvěšené v Rajhradě se nápadně shoduje se způsobem použitým v učebnici zeměpisu z roku 1854, kde je moravská orlice nejprve popsána jako stříbrnočerveně šachovaná v modrém poli, a následuje výčet zemských barev: modrá, bílá, červená. Rakouské úřady nepřesně považovaly prapory v barvách bílé, červené a modré za údajné barvy všeslovanské, ty se však lišily pořadím barev. Požadavek, aby se vlajky v této barevnosti, kterou kloboucký přednosta považoval za mylnou, nemohly na Moravě používat, ale zůstal bez odezvy.

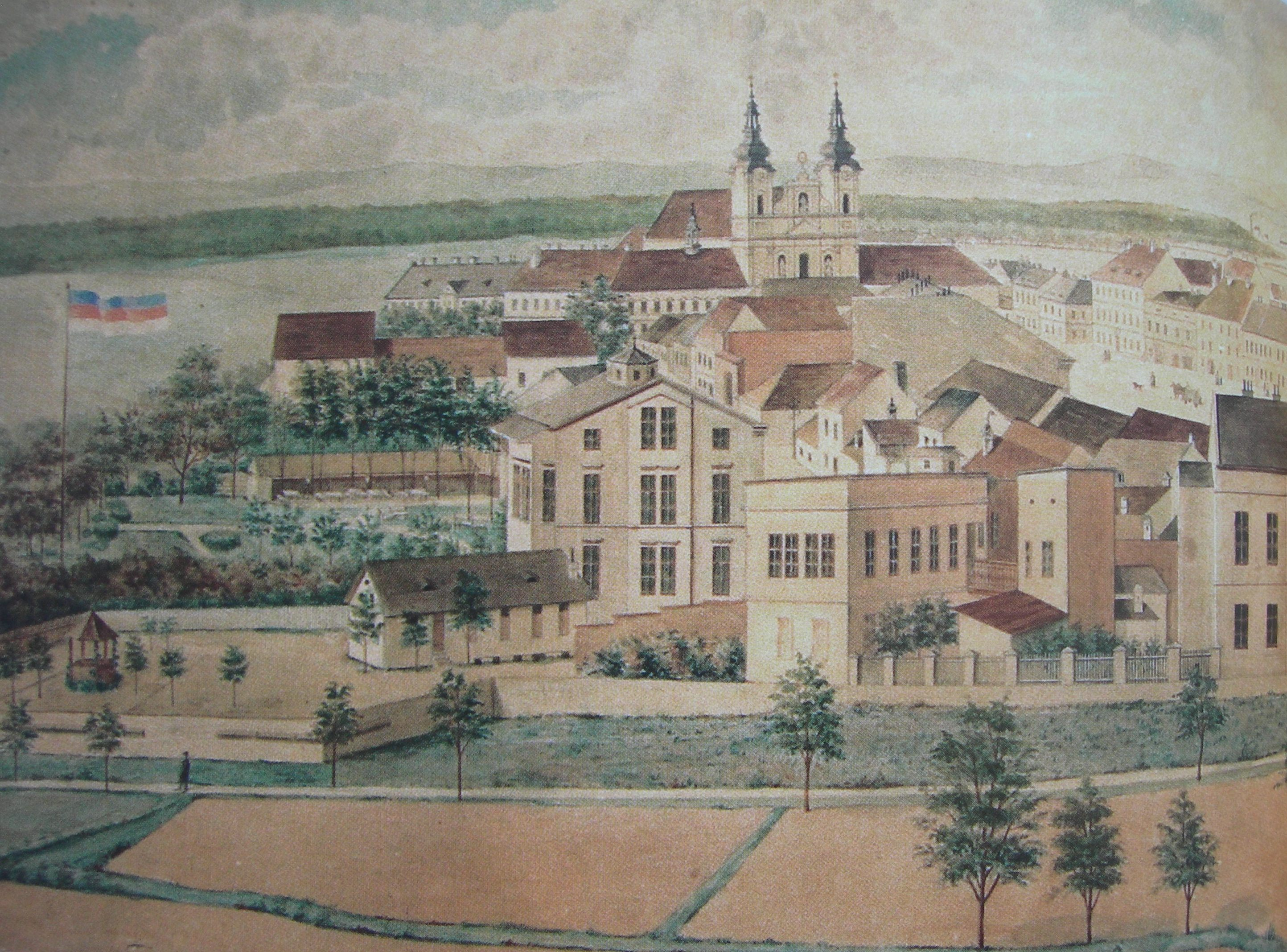
Obraz neznámého autora namalovaný v 70. letech 19. století zachycuje Uherské Hradiště. Na vlajkovém stožáru nacházejícím se na východě města (a levé straně obrazu) je vyvěšená vlající modročervenobílá vlajka (trikolóra) v moravských barvách. Tuto lze vykládat i jako slovanské barvy - bez ohledu na nějaké pořadí, které stejně kolísalo (většinou z libovolnosti, neznalosti apod.), které jsou ovšem stejné jako barvy slovanského obyvatelstva na Moravě. Pro dané období je to z hlediska výkladu variace na tyto tři barvy (lhostejno jak), kde základem je vždy "česká" bílá a červená, k nimž se "mezinárodně" přidala (v roce 1848) modrá, a s tím se pracovalo, bez ohledu na to, že ve znaku Moravy tyto tři tinktury jsou od počátku moravské orlice (Přemysl Otakar II.).

Na to, že "starší erb, totiž bílo- a červeno-šachtovaný orel, v následujících stoletích, bať až do nynější doby v úředních spisech a potřebách se udržel.", poukázal i moravský zemský archivář Vincenc Brandl v roce 1863 ve své práci Kniha pro každého Moravana, v kapitole Znak čili erb zemský, v níž citoval archiváře Josefa Chytila. Kniha byla vydána u příležitosti tisícího výročí příchodu Cyrila a Metoděje na Moravu, s cílem podpořit národní a historické povědomí a je národopisnou a místopisnou publikací určenou pro širokou veřejnost. Ve druhém rozmnoženém vydání je text této kapitoly dále podstatně rozšířen: "Nastává otázka, kterak to přišlo, že od několika let se užívá v erbu zemském orlice červeno-žlutě kostkované?" Téhož roku se v Brně konala slavnost k uctění tisíciletého výročí od příchodu Cyrila (Konstantin) a Metoděje na Velkou Moravu. Místnosti čtenářského spolku byly 25. srpna 1863 vyzdobeny slovanskými trikolórami, černožlutými (rakouské barvy) a červenobílými prapory, označenými novináři z Klagenfurter Zeitung za moravské. Národní listy psaly jednoduše o praporech v národních barvách. Moravským znakem a barvami se jen o několik dní později zabýval i německý moravský tisk hájící barvy žlutou a červenou. Podrobně se znakem a jeho historií zabývá Brünner Zeitung, který přinesl i latinský text příslušné části Fridrichovy erbovní listiny. Edice části textu měla být důkazem toho, že se jednalo o znak Markrabství moravského a nikoli privilegium udělené pouze stavům.
Příležitostí k používání moravských zemských vlajek byly i tábory lidu konané v letech 1868 a 1869. Například během příprav tábora lidu u Hulína ve svátek sv. Petra a Pavla noviny informovaly o tom, že vozy s účastníky "budou ozdobeny červenobílými a červenomodrobílými prapory", což znamená že v tomto kraji nebyly ani po dvaceti letech od roku 1848 vzaty na vědomí červená a žlutá barva. Při oslavách si vystačili s českými (moravskými) a slovanskými (moravskými) barvami. Stejně tak následujícího roku při táboru lidu, který se konal 27. června 1869 na Julianovském kopci, píše Moravská orlice, že: "velké máje již ráno byly postaveny a na nich korouhve v moravských a slovanských barvách vztýčeny". Barvy praporů však nejsou přesně určeny: "Nad stolem předsedovým se vypínala moravská orlice, okolo řečniště byly prapory v moravských barvách". V případě táboru lidu, který se konal 1. července 1869 u Hranic na Moravě byla první slavnostní brána na cestě k tábořišti ozdobena "dvěma prapory, červenobílým a modrobílým; druhá mnohem skvostnější ozdobena byla třemi prapory, z nich jeden byl trojbarevný, a znaky zemí koruny svatováclavské." Vedle modrobílých praporků se tu setkáváme s prapory ve slovanských barvách, jimiž byla ozdobena tribuna. Červenobílé prapory byly vyvěšeny po stranách řečniště.
Při slavnosti svěcení praporu brněnského Sokola 29. května 1871 v Brně na tehdejším Raduitově náměstí vlály prapory moravských barev a slovanské trikolory. Hlavní tribuna pro hosty a hodnostáře stála vedle Červeného kostela.
Když bylo v roce 1876 hranickým hejtmanstvím nařízeno, aby sloupek nesoucí tabule u obcí byl žlutočervený, na nich nejprve německý a potom český nápis, na Kroměřížsku bylo učitelům přísně nařízeno zničit "všechny prápory, které nejsou barvy žluto-červené".
Ale ačkoli se v červená a žlutá v některých částech Moravy prakticky používala, občas se v novinách vyskytly články upozorňující na tzv. správné, také "staré moravské" barvy: "Zemské barvy rakousko-uherského mocnářství. (...) Morava staré bílo-červenou, nové zlato-červenou". Na Olomoucku je v srpnu 1880 doloženo, že k bíločervené zemské vlajce se přiklánělo obyvatelstvo česky mluvících moravských obcí. Zatímco okresní hejtman "uznal za zemské barvy moravské bílou a červenou", Josef Engel, starosta Olomouce, nejprve řekl, že "zemskými barvami moravskými jsou červeno-žluto-modrá", později však změnil názor a prohlásil, že zemskými barvami jsou červená a žlutá. Ke změně postoje jej velice pravděpodobně přiměl výnos prezidia moravského místodržitelství č. 3205 z 10. srpna 1880 "ve věci moravských zemských barev v kalendářích", který byl určen policejnímu ředitelství v Brně a starostům Znojma, Jihlavy, Olomouce, Uherského Hradiště a Kroměříže. V něm se upozorňuje, že zlatá, červená a modrá, jež jsou často chybně uváděny, nejsou moravskými zemskými barvami, nýbrž jsou jimi zlatá a červená.

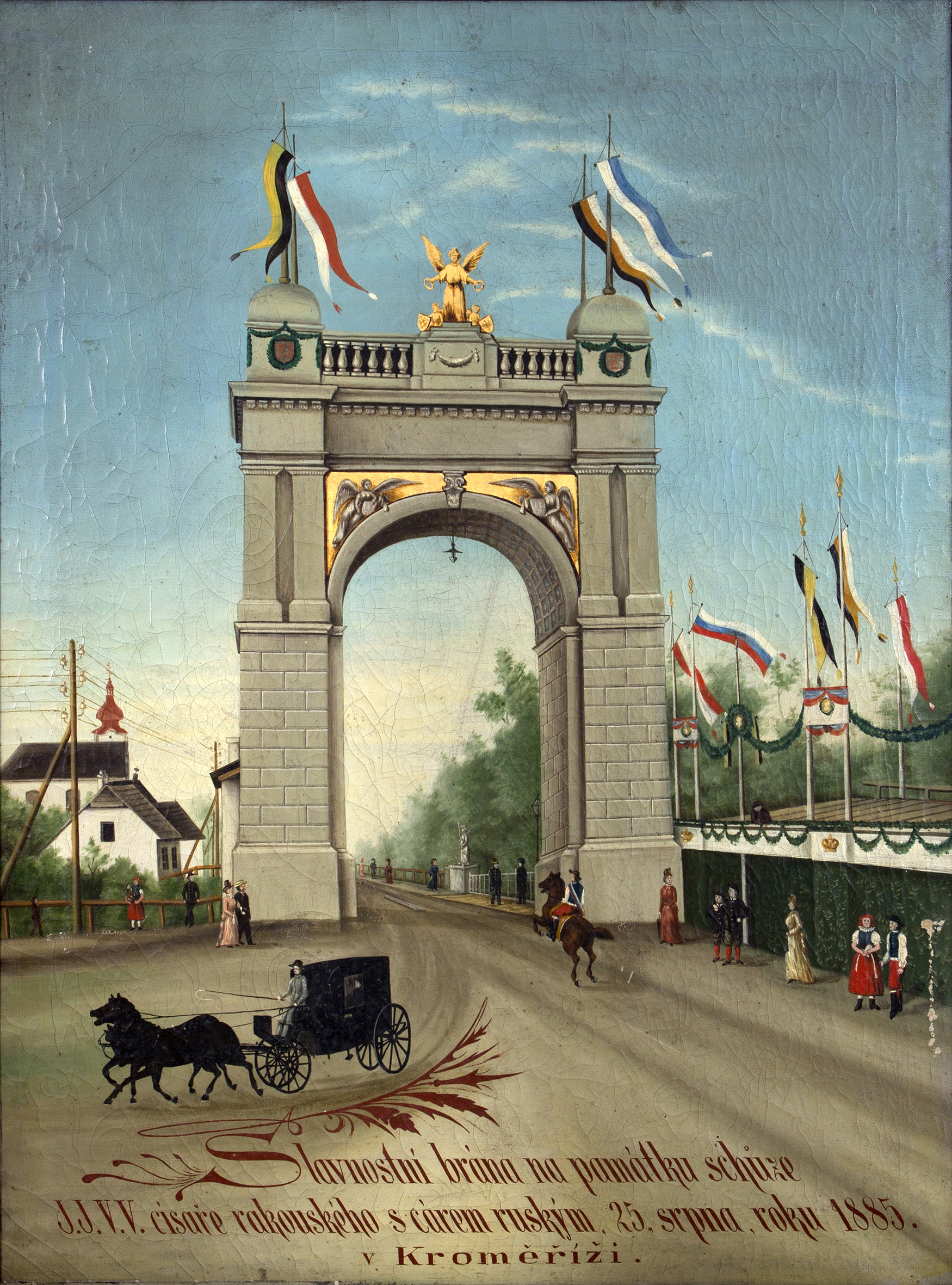
Obraz Antonína Tomáše Becka, slavnostní brána k příjezdu císaře Františka Josefa I. a cara Alexandra III. do Kroměříže v srpnu 1885.

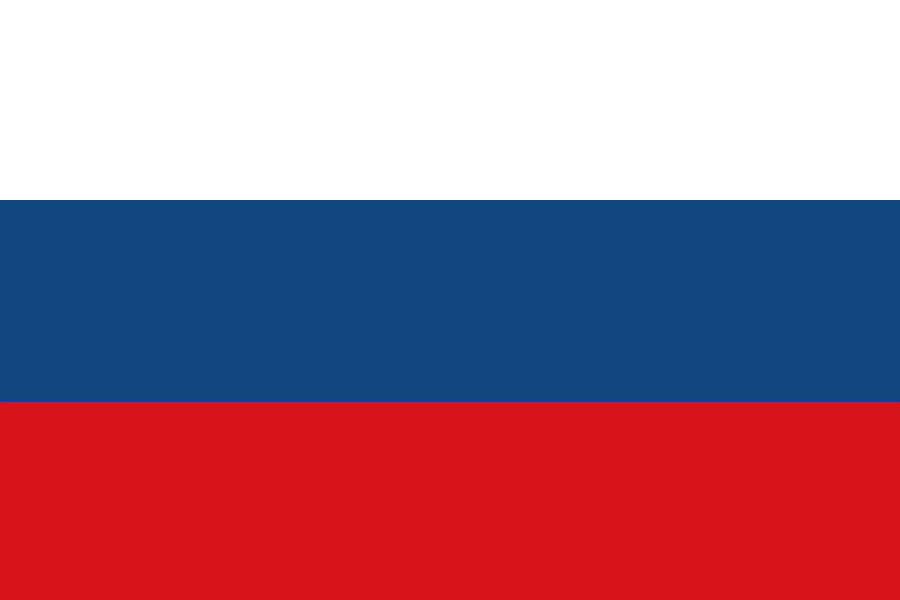
Bílo-modro-červená trikolóra. Toto pořadí barev modré, bílé a červené (panslovanské barvy), které byly v roce 1848 původně zvoleny ke zdůraznění sounáležitosti slovanských národů ve smyslu panslavismu, se shoduje s vlajkou Ruského carství a Ruského impéria používanou v letech 1699–1858 (vlajka Romanovců a Ruského impéria (1858-1883) byla černo-žluto-bílá), a vlajkou Ruského impéria (1883–1914). Její případné použití by tedy budilo a potvrzovalo dojem symboliky panslovanských barev. Při jejím obrácení vzniká červeno-modro-bílá verze vlajky Moravy z 2. poloviny 19. století a začátku 20. století.

### Setkání císařů v Kroměříži v roce 1885
V srpnu 1885 došlo v Kroměříži k setkání císaře Františka Josefa I. a cara Alexandra III.

 Vedle moravských červenobílých bikolór (chápaných buď jako českonárodní nebo jako zemské moravské podle pořadí barev bílá a červená v zemském znaku) byly přítomny moravské červenobílomodré a také červenomodrobílé (bílomodročervené) trikolóry, označované jako slovanské. Ve městě byla výzdoba provedena také modrobílými bikolórami. Tyto barevné kombinace jsou popsány v dobovém tisku a také zachyceny na obraze Slavobrána k uvítání císařů kroměřížského malíře a sochaře Antonína Tomáše Becka (1835-1908). Bíločervená a bílomodrá bikolóra má však v případě použití na slavobráně, na níž vlály vedle rakouských (černá-žlutá) a ruských vlajek (černá-žlutá-bílá, což potvrzuje ruská verze hesla věnovaného historii ruské vlajky), význam barev dánských a bavorských (podle původu manželek obou panovníků). Modrobílá barevná kombinace je novináři považována buď za bavorskou nebo za moravskou. Červenomodrobílá trikolóra je jimi zase vedle moravské označována se stejným významem za slovanskou. Mohla být kvůli podobnosti dávána i do souvislosti s ruskou vlajkou.

### Zemské a národní barvy na konci 19. a na začátku 20. století
Četnými případy je doloženo, že obyvatelstvo Moravy bylo ke konci 19. století v používání zemských barev rozděleno na dva tábory. Jestliže mnozí Moravané hovořící německy se údajně přikláněli ke žluté a červené barvě, totiž k barvám orlice s červenozlatým šachováním, ostatní Moravané stáli za červenou, bílou a modrou, protože to byly barvy moravské orlice. Z nich bílá a červená jsou rovněž českými národními barvami, a v kombinaci s modrou se jedná i o slovanské (všeslovanské) barvy. Ukázkou nenávistného projevu zdůrazňujícího akcí jednotlivců běžný odpor Němců proti jinému než žlutočervenému praporu je příběh advokáta Jana Kučery, který v červnu roku 1888 u příležitosti návštěvy brněnského biskupa svůj dům v Hustopečích vyzdobil "praporem zemských barev moravských (bílá, modrá a červená)". Němci na jeho dům následně házeli kamení a prapor poničili. Na vrata domu napsali nápis "Weiss, roth, blau - trag jede böhmische Schwein", což přeloženo znamená: "Bílou, červenou, modrou nosí každé české prase".
V roce 1892 byla výzdoba brněnského Besedního domu provedená českými národními (slovanskými) barvami: "Dasselbe stellt einen Baldachin vor, dessen Stoffe und sonstiges Arrangement in den tschechischen Nationalfarben die eigentlich panslavistische Farben sind, gehalten ist. Wie bekannt, wurde die Decoration in den national Dreifarben als unzulässig erklärt." a znaky Čech, Moravy a Slezska: "Dieselbe besteht aus dem böhmischen Wappen, das sich in der Mitte befindet und den Wappen von Mähren und Schlesien, die sich rechts und links anschließen und dem Ganzen ist die böhmische Krone aufgesetzt" kritizována novinami Tagesbote aus Mähren und Schlesien. Výzdoba byla také moravským místodržitelstvím označena za "nepřípustnou politickou demonstraci". Brněnský policejní ředitel se vyjádřil, že "neručí, že nebudou vytlučena okna besedního domu, který jest také prapory barev slovanských vyzdoben". Starosta Brna Gustav Winterholler zase starostovi starobrněnské besedy osobně sdělil, že "nemůže dovolit, aby byly na domě prapory s českým lvem uprostřed". Když byla výzdoba po nátlaku ze strany politických orgánů správou besedního domu odstraněna, stala se po dobu několika týdnů problematika používání zemských symbolů, zvláště pak zemských znaků, tématem pro český tisk. Moravští poslanci v této věci opakovaně vystoupili s interpelacemi. V Brně tak během císařské návštěvy vlály především černožluté prapory, a vedle nich i modrobílé (bavorské barvy na počest Alžběty Bavorské, manželky Františka Josefa I.). V tisku jsou zmiňovány i četné "velkoněmecké" a dokonce i říšské prapory. A i když Národní listy napsaly, že "nikde nevidíme praporu zemského" a "Vlastenci brněnští ozdobili hojně domy své prapory českými, bíločervenými. Trojbarevných praporů užíti nesměli", v Tagesbote aus Mähren und Schlesien je ovšem zmíněno i jedno vyvěšení moravské vlajky: "Vor dem Eingange in den Augarten wehen auf hohen Masten zwei Flaggen, die kaiserliche und die mährische.", což se dá v souvislosti popisu považovat za doklad vyvěšení červenožluté vlajky. Až teprve v dalším roce se k použití zemských znaků ve znakové galerii vyjádřilo svým přípisem ministerstvo vnitra, když jejich užití v dané souvislosti označilo za nepřípustné: "ačkoliv není zakázáno užití jednotlivých znaků rakouských zemí k účelům dekorativním za přítomnosti Jeho císařské a královské Apoštolské Milosti - avšak dle platných předpisů není připustitelným sestavovati libovolně takové znaky ve formě tak zvaného alliančního znaku!". Samotné vyjádření a předchozí jednání okolo moravských symbolů ve dnech panovníkovy návštěvy na Moravě v zemském hlavním městě tak dokladuje dobový vztah moravských a rakouských úřadů k symbolům připomínajícím země Koruny české a jejich historickou jednotu.
Když v roce 1895 žádal výbor pražské národopisné výstavy prostřednictvím presidia českého místodržitelství presidium moravského místodržitelství, aby jako moravské zemské barvy mohl na výstavě použít prapory v modro-bílo-červené barvě, to odpovědělo 15. května, že otázka moravských barev není dosud vyřízena, zmínilo však souhlas ministerstva vnitra s užíváním zlaté a červené na zemském znaku z roku 1880. Ministerstvo vnitra však v mnohých případech nadále tolerovalo barvy bílou, červenou a modrou, stejně jako Ministerstvo kultu a vyučování (Ministerium für Cultus und Unterricht), odvolávající se na oficiální říšský znak.
Z faktické situace vzešlé rozlišování mezi "starými" a "novými" moravskými barvami dokládá kritika jinak v Brně kladně přijaté publikace Národní katechismus aneb Co má věděti každý Čech vydané v Praze v roce 1895. Jejímu autorovi se vytýkalo to, že "Na str. 14. uveden je znak moravský tak, jak je ve velkém říšském znaku (orlice červeno-bílá); dle str. 15 zemské barvy moravské jsou však žlutá, červená a modrá.". Podle autora zprávy o publikaci měl vysvětlit historii změny, "že červeno-bílá orlice jest původní, a kterak z ní povstala nynější žlutočervená", a to, že erbovní list z roku 1462 se nikdy nepoužil, "až na sněmu moravském r. 1848 prof. A. V. Šembera, dovolávaje se ho, dal podnět ke změně barev zemského znaku, kdežto ve znaku říšském z příčin diplomatických ponechána stará orlice červenobílá". V Národním katechismu uvedená trojice barev přitom autorem kritiky odsuzována není.
Fejeton vydaný v Moravské orlici v roce 1899 zdůrazňuje, že moravští Češi užívají "praporů červenobílých, ale mládež naše učí se ve školách, že zemské barvy moravské jsou červenožlutá. Učitelé učí tak na základě obrazů, ve Vídni pro školy zdělaných". Připomíná se že, přestože bylo tzv. Fridrichovo privilegium potvrzeno Ferdinandem II. Habsburským, na jím vydaném obnoveném zřízení zemském je červenobílá orlice. Autor se opět pozastavuje nad tím, že "Bůh ví z jakých příčin" A. V. Šembera učinil návrh, aby "Morava na základě privileje z roku 1462 užívala barev červenožluté", načež byl "do nové ústavy zemské přijat článek, že Morava má barvy červenožlutou". Odkazuje na knihu Vincence Brandla z roku 1892 Kniha pro každého Moravana, a na jejím základě tvrdí, že "zemské barvy moravské jsou červená a bílá. Zopakujeme důvody: 1. Od prvopočátku po všecka staletí byly barvy červená a bílá, jakožto barvy zemské. 2. Císař německý Bedřich III nebyl oprávněn udíleti Moravě zemských barev, králem celé české koruny byl tenkráte Jiří z Poděbrad; také "privilej" císaře německého zůstal úplně nepovšimnut a nikdy se barvy červenožlutá do roku 1848 neobjevily. 3. Nová ústava zemská, na níž se sněm roku 1848 usnesl a do níž pojal též článek o barvách červenožluté, nevešla nikdy v život. 4. Ministerstvo císařského domu a zahraničních záležitostí změny nepovolilo a v císařské pečeti zůstává do dnes barva červenobílá". Je však třeba upozornit na to, že A. V. Šembera, který se k otázce znaku a barev vyslovil v Týdenníku počátkem května 1848, nebyl zvolen poslancem zemského sněmu, a tak na něm nemohl osobně podat návrh na moravské barvy. Stal se jím však natolik známým, že mu byl později tento návrh přeneseně přičítán. Ve fejetonu se dále kritizuje, že pokud "ministerstvo vyučování" vydává školní pomůcky, v nichž se udává, že moravskými barvami jsou červená a žlutá, buď se tím vědomě dopouští nesprávnosti, anebo neví, jaké barvy jsou v císařském znaku. Fejeton uzavírá: "Vídeň je Vídeň, se záležitostmi českými, třeba byly národu posvátny, jedná vždy nevážně a libovolně. Souhlasíme tedy úplně s orgánem našeho rolnictva, že však tak jednati nesmí moravské školství, a právem žádáme, aby veškeré školy moravské učily, což správné jest: že zemské barvy moravské jsou červená a bílá. Užívá-li odrodilá šlechta a vysoký klerus barev červené a žluté, toho dbáti nám nesluší, tam si pro vzor a poučení nechoďme.".
Zajímavostí je, že v době, kdy bylo naprosto samozřejmé, že barvy různých měst a územních celků jsou duplicitní, si někdo povšiml, že "nové" moravské a pražské barvy jsou stejné. V Moravské orlici z roku 1901 se k tomu uvádí: "Červená a žlutá, barva lásky a žárlivosti, pojí se k sobě ve výmluvném souladu na zemské vlajce moravské. Při každém zasedání sněmovním vidíme tyto barvy vlát na praporcích, vztyčených na zemském domě. Naši historikové ovšem dokazují, že pravými barvami země nejsou a že historický znak země moravské nese barvy zcela jiné. Zatím však stalo se, že tyto barvy objevily se v Praze.". Autor krátkého článku tím však nemíní barvy vlajky nebo praporu Prahy, ale stožáry natřené červenožlutě. Hospodářský úřad to tak prý udělal proto, aby vhodně "mohl dle potřeby použíti jich volně k zavěšení praporů červenobílých i černožlutých. Tedy z každého praporu, zemského i říšského, kus barvy objevil se na stožárech." Z tohoto vysvětlení ale není zřejmé, jestli o původu pražských městských barev (vlajek a praporů), jak byly stanoveny v dubnu 1891 na zasedání rady královského hlavního města Prahy, nevěděl Hospodářský úřad nebo autor článku.
Ve dnech 1. až 4. září 1897 proběhly v Bystřici pod Hostýnem manévry za účasti císaře Františka Josefa I. Zároveň se konala pouť na Svatý Hostýn, jíž se 1. září před zahájením vojenského cvičení zúčastnil. Ještě před císařovým příjezdem vzrušil 31. srpna přeplněné bystřické náměstí mladík, který s červenobílým praporem (české barvy) vyšplhal po hromosvodu až téměř ke špici kostelní věže, kde prapor upevnil. Uvítání Františka Josefa I. na Moravě se zúčastnili zástupci místodržitelství a zemského výboru. Na nádraží v Hulíně panovníka jako první přivítal moravský místodržitel baron Alois Spens z Boodenu. Na nádraží v Bystřici pod Hostýnem byl František Josef I. uvítán nejprve zemským hejtmanem hrabětem Felixem Vetterem z Lilie. Město bylo vyzdobeno mnoha červenobílými a červenožlutými prapory. Zpravodaje novin zaujalo, že: "Zvláštní jest při výzdobě města, že se tak příliš holduje zemským barvám stavovským červené a žluté.".
Na konci 19. století se na spolkových vlajkách s moravským zemským znakem v německých oblastech země uplatňovala v šachování orlice většinou zlatá barva a ve slovanských stříbrná. Převažující většina českého a německého obyvatelstva zůstávala věrná původním zemským barvám bílé, červené a modré.
Příležitostné návštěvy císaře byly příležitostí k použití nejrůznějších praporů a vlajek a veřejnost pozorně sledovala výzdobu měst. Při přípravě návštěvy Františka Josefa I. v Moravské Ostravě v červnu 1906 bylo v místech, jimiž měl projet, vztyčeno na tisíc červenobíle natřených stožárů: "Prapory jsou v barvách modro-bílé (městské), červeno-žluté (moravské stavovské), černo-žluté (rakouské) a sice vždy dva stejné proti sobě v určeném pořadu za sebou. ... Dnes v úterý odpol. objevily se i prapory velkoněmecké." Za povšimnutí stojí, že autor zprávy, uvedl červenou a žlutou ne jako zemské barvy ale jako moravské stavovské barvy. Objevilo se však i postesknutí, že nebyl vyvěšen ani jeden červenobílý prapor. Oficiálního uvítání se účastnily i české obce, korporace a spolky Ostravska a účastníci si měli připnout odznaky s českými trikolorami. Vlastníci domů nacházejících se v ulicích, jimiž měl panovník projíždět, byli 24. června Ostravanem vyzváni, aby své domy ozdobili zvláště prapory v trikolórách. Vedle mnoha černožlutých bikolór se na Národním domě ovšem objevila i kombinace černožluto-červeněbílá.
Batovcův almanach na rok 1908 přinesl vyobrazení moravské vlajky v podobě bíločervenomodré trikolóry ale s poznámkou: "V praksi užívá se na moravském praporu pouze barvy žluto-červené, jak i zemské samosprávné úřady pečetí.". Současně přinesl podrobný výklad o slovanské trikolóře.
Po dlouhých přípravách byla 28. června 1908 v Kroměříži ve Květné zahradě zahájena hospodářská, průmyslová, umělecká, školská a národopisná jubilejní výstava. Celé město bylo vyzdobeno prapory v národních barvách. Cesta od nádraží až k výstavišti byla lemována dvouřadím stožárů s prapory v barvách českých a slovanských. Protektorem výstavy se stal František Ferdinand d'Este. Při slavnostním zahájení výstavy jej zastupoval místodržitel Karl Heinold. Přítomen byl zemský hejtman Otto Serényi.
V dotazu poslance Jaroslava Budínského a soudruhů učiněného 6. října 1908 v zasedání zemského sněmu na zemského hejtmana v záležitosti zemského znaku a zemských barev jsou za zemské barvy pokládány barvy červená, modrá a bílá s poukázáním na červenostříbrně šachovanou orlici v modrém poli. Na budově zemského sněmu měla v té době být podle ve sněmovním protokolu otištěné verze dotazu vlajka červenomodrožlutá, což je však v rozporu se zněním dotazu napsaného 1. října 1908, kde se říká, že na sněmovní budově byla vlajka červenožlutá. Z popisu obou trikolór jako červenomodrožluté a červenomodrobílé není z obdobného seřazení barev ve vyjádření jasné, zda se v těchto případech má jednat o skutečnou vlajku s tímto pořadím barev. Červenomodrobílá slovanská trikolóra, jíž měli čeští poutníci do Králík okrášlit lokomotivu a vozy, byla ovšem již dříve namalována na obrazu Antonína Tomáše Becka. Vyjádření Viktora Woelhelma, kdy je vedle sebe dávána německá (černá-červená-žlutá) a slovanská trikolóra, je názornou ukázkou Budínským kritizovaného podsouvání cizorodosti moravských barev bílá, červená a modrá na Moravě. Na dochovaných fotografiích budovy zemského sněmu z 19. a začátku 20. století jsou ovšem často vidět jen prázdné stožáry.

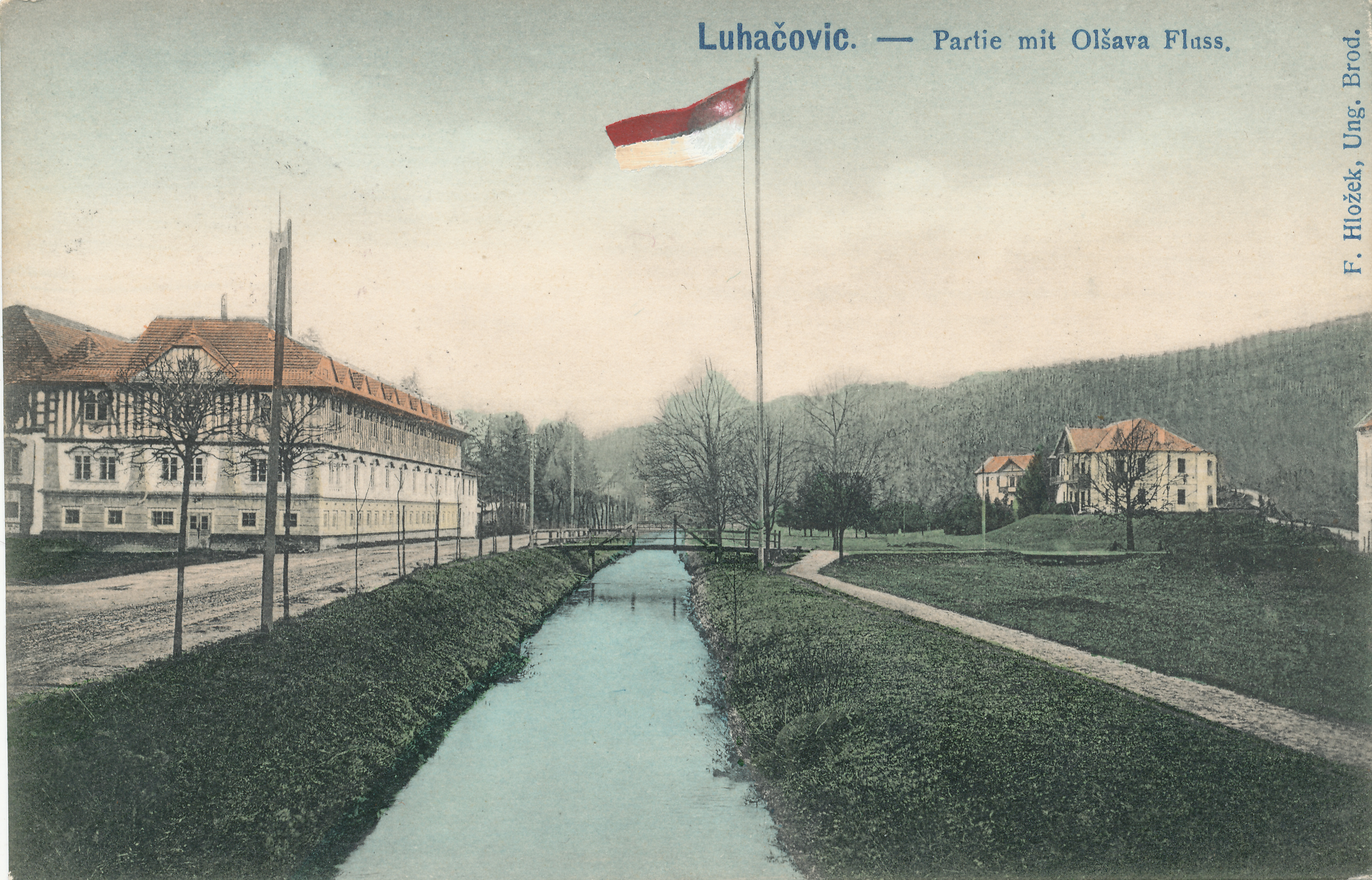
Luhačovice (řeka Olšava), pohlednice prošlá poštou v roce 1906.
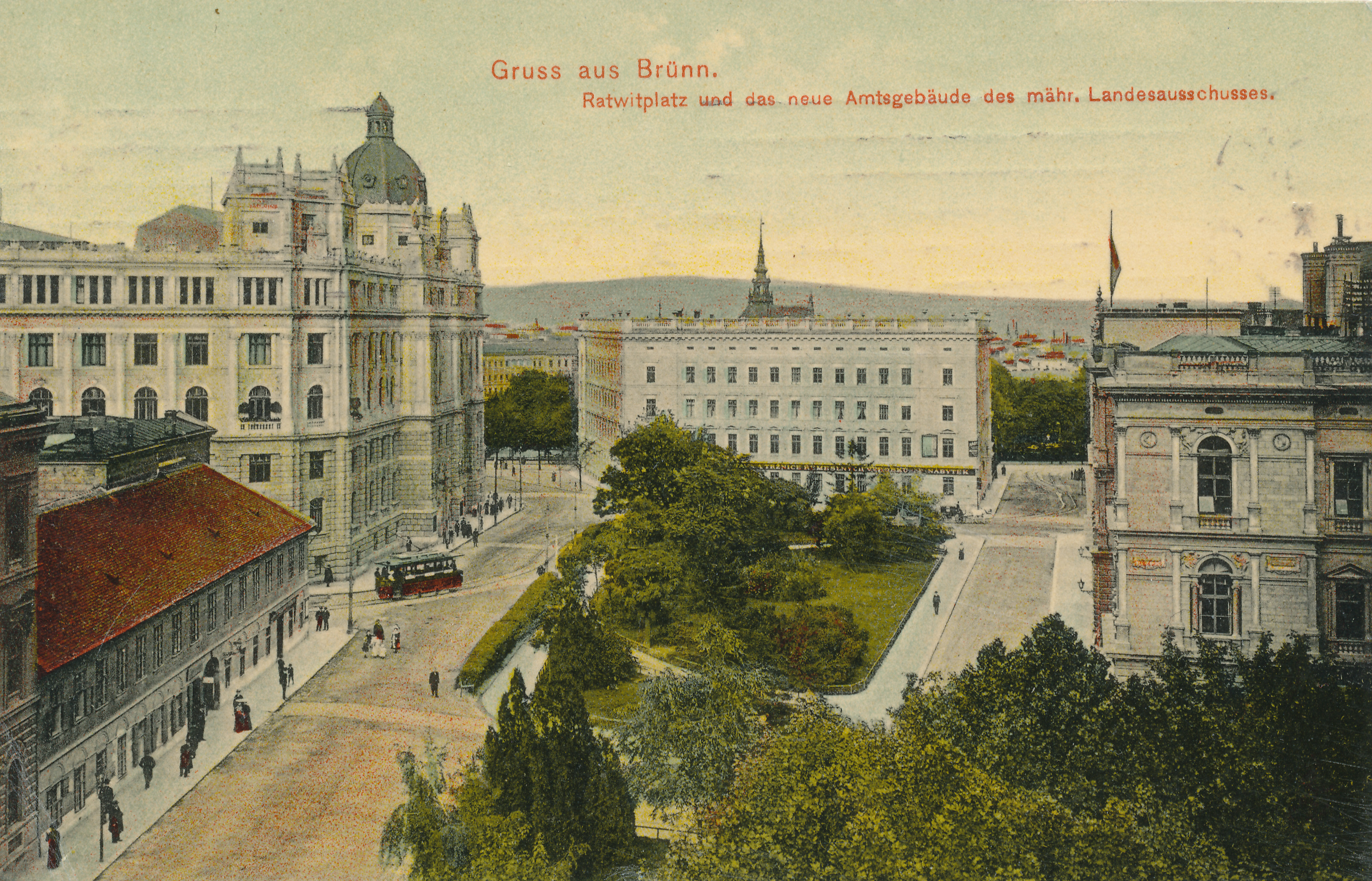
Raduitovo náměstí v Brně (dnešní Žerotínovo) v roce 1908.
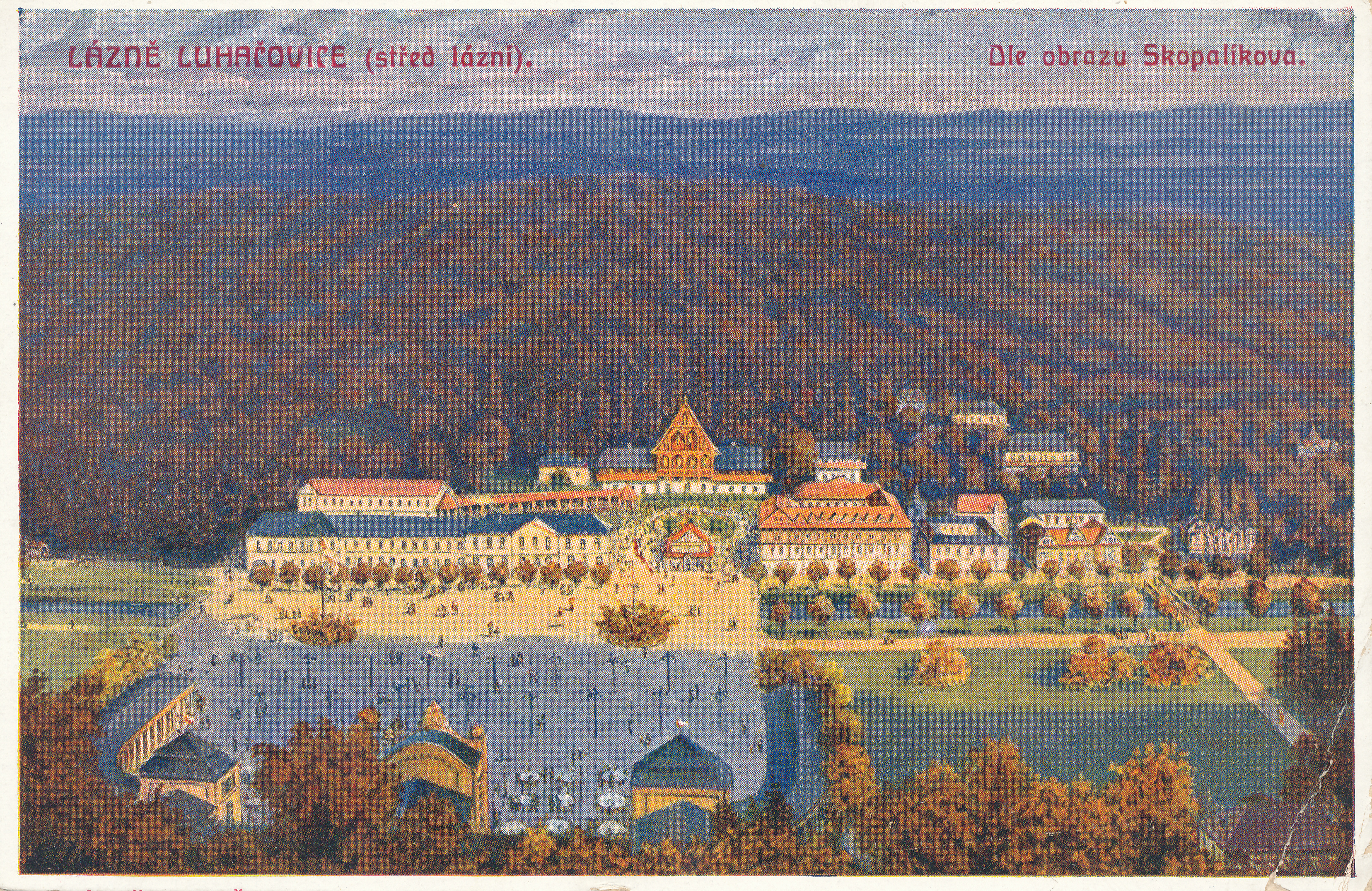
Střed lázní Luhačovice na pohlednici dle obrazu Františka Skopalíka.
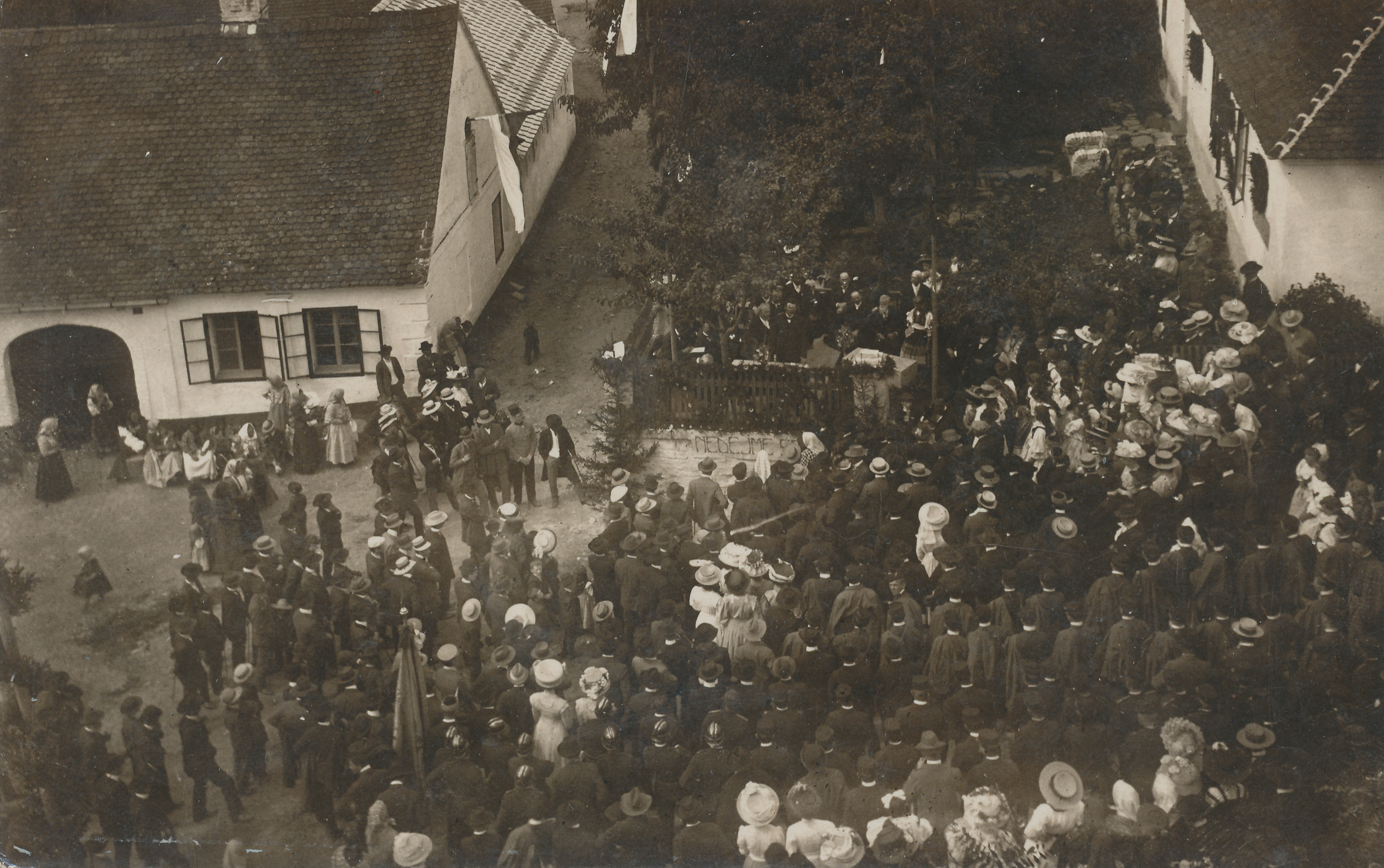
Kralice, pohlednice prošlá poštou v roce 1909.

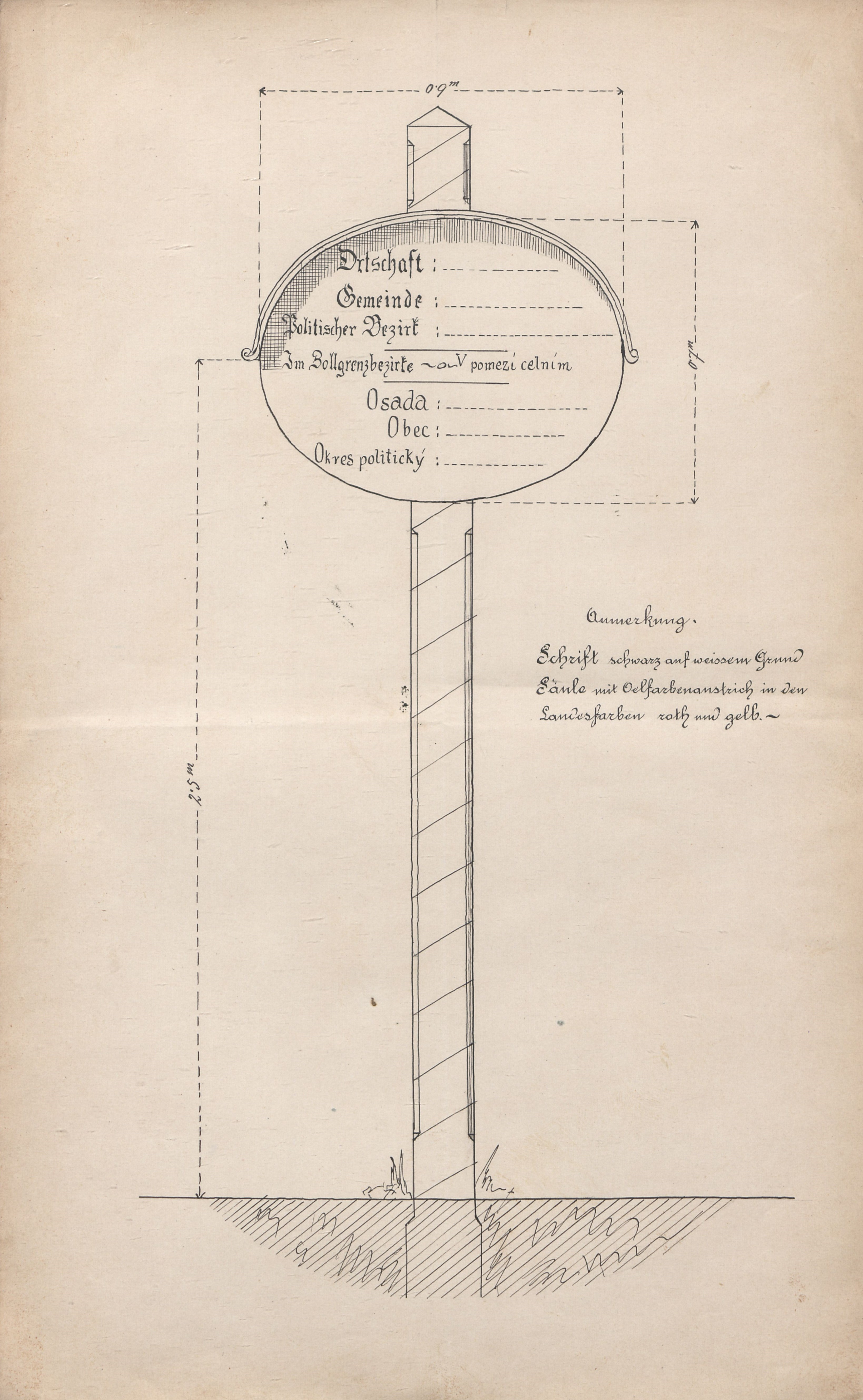
Vzor místní tabule dle výnosu moravského místodržitelství z roku 1876 vydaného na základě § 9 zákona o sčítání lidu z 29. března 1869. 22. dubna 1876 byl výnos zaslán všem okresním hejtmanům.

Na začátku září 1909 se konaly v okolí Velkého Meziříčí vojenské manévry, jejichž vrchním velitelem byl František Ferdinand d'Este, za účasti Františka Josefa I. a Viléma II. Pruského. Poté co bylo 26. května 1909 oznámeno, že se 8. až 11. září budou ve Velkém Meziříčí konat manévry, se naplno začalo s přípravami. Vznikl spor mezi okresním hejtmanstvím a obcemi o podobu nápisů na obecních tabulích. Spor vznikl po vydání vyhlášky okresního hejtmana z 24. června 1909 o místním značení odvolávající se na § 9 zákona č. 69 říšského zákoníku z 29. března 1869, v níž byl tento paragraf citován a dále bylo řečeno, že: "v každé obci a to při vjezdu a výjezdu má býti umístěna tabulka (...) ve stavu snadno čitelném. Má obsahovat jméno osady, obce a politického okresu, k němuž patří. Tabulky ty mají býti vyhotoveny v jazyku českém a německém. (...) Nápis je černý na bílém poli a sloupec má být natřen pruhovaně (...) barvou červenožlutou.". Tabule měly být zhotoveny do konce července. Příslušný výnos týkající se označení na místních tabulích, který byl několik let po vydání jmenovaného zákona vyžádán od místodržitelství, byl vydán 22. dubna 1876 a určen všem okresním hejtmanům. Tento výnos stanovil, že sloupek, na němž měla být upevněna tabule, měl být natřen (olejovými) zemskými barvami, za které byly úřady považovány červená a žlutá. V bílém poli tabule měl být umístěn černý nápis s textovými položkami, nejprve německy, potom česky. Některé obce tohoto nařízení nejprve neuposlechly a nápis nechaly udělat jen česky nebo cíleně provedly záměnu barevného zobrazení obecního značení, aby následně po důrazném připomenutí hejtmanovy vyhlášky pod dojmem postihu ustoupily. Například v Tasově byly obecní tabule nejprve napsány červeným písmem a jen v české řeči, a také sloupy, na nichž cedule byly upevněny, byly červeno-bílé. 30. srpna již byly dle předpisu: "totiž bylá půda černý nápis v české i německé řeči vyhotoveny, na slaupcích žluto červeně pruhovitých upevněny." Nejspíš jedinou obcí v tomto kraji, která vytrvala, byla Osová Bítýška, kde se ještě v polovině srpna zjistilo, že obecní tabule jsou: "jen česky červeně na bílém podkladě a nikoli na sloupech, ale na c. k. budovách". Na přípis okresního hejtmana představitelé obce odpověděli pro hejtmana možná nečekaným způsobem, když proti jeho citaci zákona postavili citaci přímo z říšského zákoníku. Ještě 31. srpna byly podle hlášení četníků české tabule stále na svém místě, okresní hejtmanství však už nereagovalo.
Sledování barevných odlišností v četnických hlášeních mělo důvod v tom, že na území českých zemí měla v té době symbolika národních barev významnou úlohu již po několik desetiletí, protože se v ní projevovalo osobní ztotožnění s tím nebo oním národem. Používané barvy a jejich kombinace byly jednou z prvních věcí, jíž si pozorovatel mohl při slavnostních příležitostech všimnout. Červená a bílá mohly být barvami Čechů z Moravy, kteří vědomě nebo nevědomě hájili původní zemské barvy proti novým barvám červené a žluté používaným a prosazovaným od 2. poloviny 19. století zemským úřady, zemským výborem a místodržitelstvím. Dále to mohly být barvy Čechů z Moravy, kteří používáním červené a bílé bikolóry usilovali o její sjednocení s českou bikolórou (böhmisch). A konečně se může jednat o barvy moravských Čechů používajících je v obecném smyslu "českých barev" (tschechische), kdy tímto způsobem uvažování již u nich byla popřena moravská odlišnost, či spíše podobnost.
V době příjezdu Františka Josefa I. byla nádraží ve Střelicích, Studenci a dalších a ve Velkém Meziříčí slavnostně vyzdobena prapory v zemských žlutočervených a císařských (rakouských, říšských) černožlutých barvách. Ve Velkém Meziříčí vlály dále české a slovanské prapory. O výzdobu města se postarala podél cesty od nádraží k zámku obec a před zámkem majitel panství. Na nádraží a před ním uspořádala výzdobu společnost státních drah. Ostatní dekorace jako výzdoba domů chvojím, prapory, emblémy atd. byla provedena jednotlivci. Červenobílé prapory vedle červenožlutých ve Velkém Meziříčí mohou být podle situace pokládány buď za městské nebo za české. Dopisovatel Národní politiky popsal svoji cestu do Velkého Meziříčí takto: "Vlaky míjí jednotlivé stanice, kde se již horlivě pracuje na výzdobě nádraží chvojí a prapory v českých a moravských barvách zemských - červené a žluté. Nezvyklé to barvy jsou zbytkem německé většiny na moravském sněmu, které byly ovšem trnem v očích barvy slovanské."

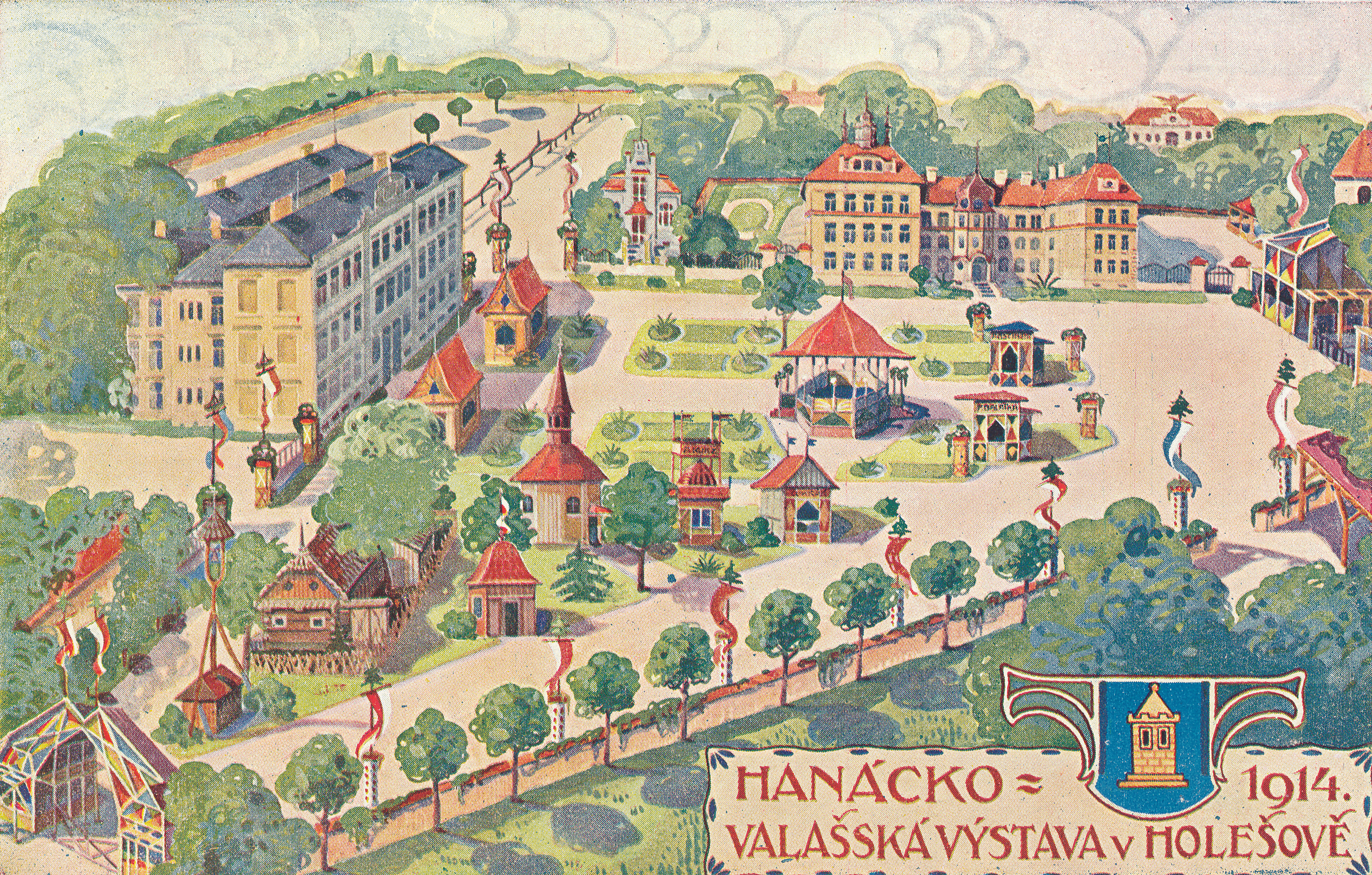
Hanácko-Valašská výstava v Holešově 12. července - 31. srpna 1914.

Moravská orlice ještě 27. června 1914 před zahájením sokolského sletu v Brně informuje o vítání účastníků sokolských slavností slovanskými a českými barvami praporů v brněnských ulicích. Červenobílé bikolóry měly vlát ještě na předčasně ukončené Hanácko-valašské výstavě v Holešově v létě 1914.

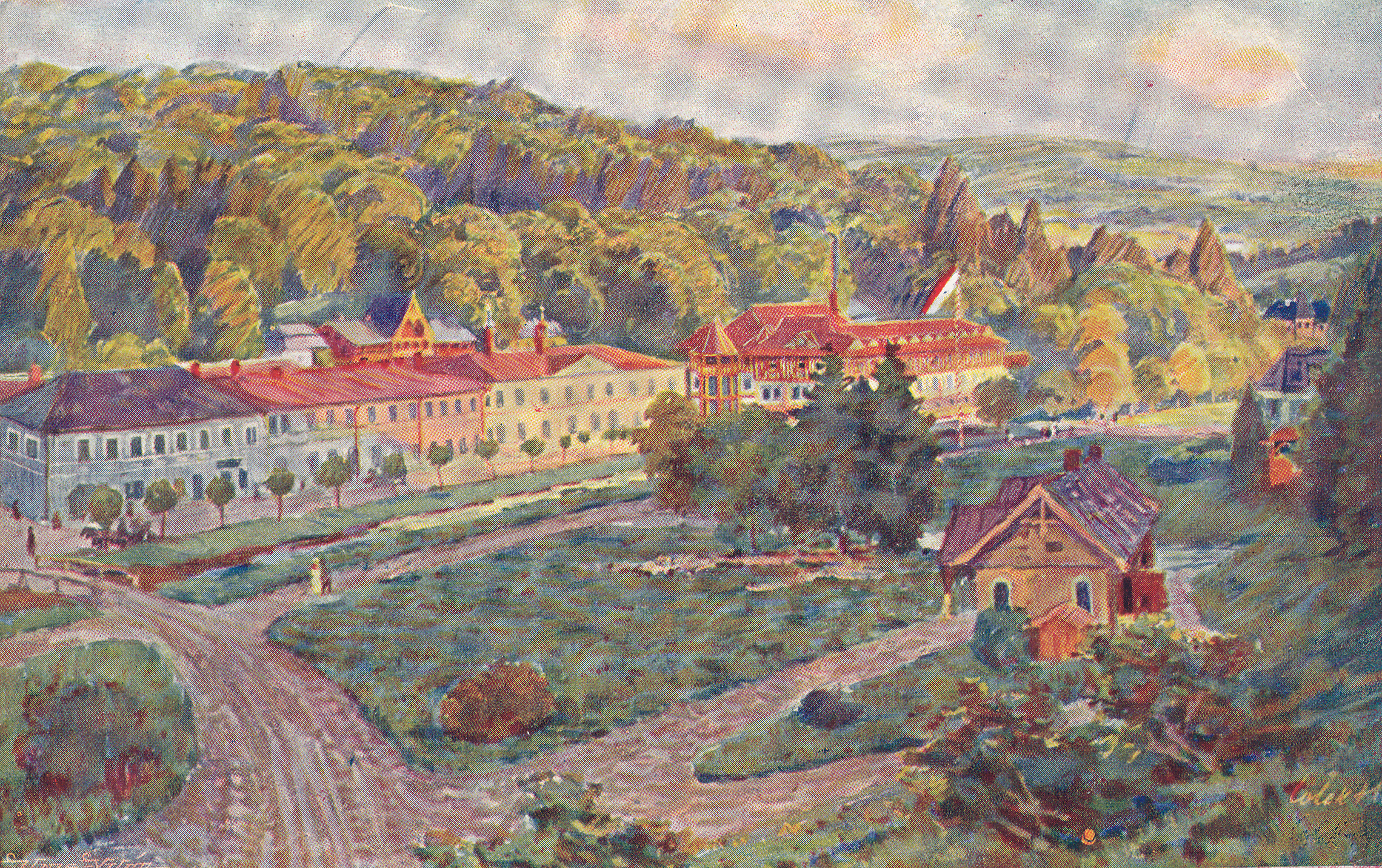
Lázně Luhačovice na obrazu Stanislava Lolka. Červenobílá bikolóra. Pohlednice prošlá poštou v roce 1917. Pohled na střed lázní byl na začátku 20. století dále vydán na pohlednici podle obrazu Františka Skopalíka.

V následujících měsících se situace změnila natolik, že okresní školní rada v Hustopečích považovala 14. února 1915 za nutné položit zemskému výboru dotaz ve věci ozdobování budov obecných veřejných škol. Šlo jí o to zjistit, jaká barevná kombinace je v roce 1915 správná, zdali jsou zemské barvy na praporech seřazeny ve dvojici červená-bílá nebo červená-žlutá. Referent dr. Bartoloměj Baratta si od Bertolda Bretholze vyžádal odpověď, na jejímž základě pak 4. března navrhl, aby bylo školní radě sděleno, že za autentické moravské barvy platí červená a žlutá (zlatá). Tato odpověď byla po schválení ve schůzi zemského výboru začátkem března 1915 odeslána. Vývody Bertolda Bretholze z 1. března 1915 argumentačně stály na erbovní listině z roku 1462. Navázal v nich na své zpracování tématu z listopadu roku 1908, kdy od zemského výboru rovněž dostal za úkol ve smyslu dotazu učiněného ve sněmovním sezení 1. října 1908 napsat dobrozdání o zemském znaku. Podrobné zprávy obsahují vývody o dějinách zemského znaku a zemských barev Markrabství moravského.

### Snahy o uznání zlatočerveně šachované orlice v moravském zemském znaku
Podle Lubomíra Emila Havlíka tvořily moravskou trikoloru barvy zlatá (žlutá), červená a modrá, na praporech se nicméně používaly jen první dvě barvy (žlutá s červenou). Podle historika Milana Hlinomaze z různých variant moravského praporu, které byly od 19. století užívané, to byla právě žluto-červená bikolóra, která byla posvěcena úřady a která byla podle jeho názoru nejužívanější barevnou kombinací na praporech. Na druhou stranu ale Hlinomaz připomíná, že na Moravě existoval v této věci po celé 19. století velký nelad a užívaly se "libovolně...prapory, vlajky a stužky v různých zemských barvách," a to včetně bílo-červeno-modré a žluto-červeno-modré trikolóry. Také Ivan Štarha informuje, že moravské zemské orgány v 19. století považovaly za barvy země žluto-červenou, a to včetně barevnosti praporů. Nicméně také připomíná, že prapor nebyl Moravě nikdy udělen. S ohledem na právní uznání barevnosti moravského znaku Štarha považuje za oficiální moravské barvy bílo-červeno-modrou pro dobu do roku 1915 a žluto-červeno-modrou pro roky 1915-1918. Milan Hlinomaz potom připomíná, že žluto-červená bikolóra se těšila oblibě především mezi německy mluvícími Moravany. Žluto-červené bikolóry se nicméně v roce 1918 objevily také na některých soukromých českých domech v Brně vedle bílo-červených praporů národních. Historik Václav Vojtíšek považoval potom příklon k červenožluté variantě moravské orlice (a zemských barev) za projev moravského separatismu podporovaného Vídní v rámci její centralizační politiky. O tom, že se význam žlutočervené bikolóry po roce 1918 různil, svědčí skutečnost, že němečtí obyvatelé Moravy vyvěšovali na československé svátky právě vlajku v této barevnosti (žlutočervenou) jako projev jejich loajality k zemi. Tato varianta je barvami i uspořádáním totožná s vlajkami některých měst, například pražskou, českobudějovickou, varšavskou či kladskou. Kvůli možné záměně používá v současnosti řada příslušníků moravského hnutí variantu vlajky se zlatočerveně šachovanou orlicí.
Počátky snah o uznání zlatočerveně šachované orlice v moravském zemském znaku na základě pozapomenutého erbovního polepšení z roku 1462 spadají do 1. poloviny 19. století. Podstatnou úlohu měl při zavádění používání znaku zlatočervené orlice do běžné praxe ve dvacátých letech 19. století Antonín Bedřich Mittrowský. V době předbřeznové ve slovanských částech Rakouska sílilo vědomí slovanství a moravské stavy chtěly ukázat svou oddanost habsburské dynastii přihlášením se ke znaku popsanému v této erbovní listině Fridricha III., jejíž originál však v roce 1838, kdy jimi byla dvorská kancelář požádána o potvrzení zlatočervené orlice ve znaku Moravy, neměly fyzicky k dispozici (měly jen opis). Současně, aniž by moravský zemský výbor počkal na jakékoli stanovisko nadřízených orgánů, vydal téhož dne (22. března 1838) nejvyššímu zemskému písaři, jenž zodpovídal za tisk sněmovních usnesení, pokyn, aby byla na zadní straně titulního listu sněmovních závěrek použita zlatočerveně šachovaná orlice v modrém poli. V roce 1841 byla Fridrichova listina hrabětem Mittrowským společně s jinými listinami, které kdysi zachránil před spálením, odevzdána moravskému zemskému výboru, jemuž jako moravský zemský hejtman v letech 1815-1827 předsedal.
V revolučním roce 1848 se zemský „selský“ sněm usnesl na tom, že: „... země moravská podrží dosavadní svůj erb zemský, totiž orlici vpravo hledící, v poli modrém a zlatočerveně kostkovanou. Zemské barvy jsou zlatá a červená“. Sněm byl následně v lednu 1849 úředně rozpuštěn. Tímto rokem bylo přerušeno i jednání o změně velkého a středního císařského znaku, a s tím jednání o uzákonění požadovaných barev červené a žluté jako moravských barev. Moravské místodržitelství a zemský výbor však červenozlatě šachovanou orlici se zlatou korunou a zbrojí v modrém poli štítu začali používat jako oficiální zemský znak. Místodržitelství 16. března 1854 žádalo ministerstvo vnitra ve Vídni o nové projednání svého požadavku (zřejmě bez odezvy). Barvy byly místodržitelstvím odůvodněny tím, že Fridrichovo privilegium bylo všemi pozdějšími zeměpány potvrzeno, což se ale nezakládalo na pravdě. Stejně tak nedospělo k požadovanému výsledku jednání z roku 1863. Ke změně císařského znaku nedošlo. Změněný zemský znak místodržitelství i tak v podobě se zlatými poli šachování orlice namísto stříbrnými potvrzovalo jednotlivým spolkům na jejich nových spolkových praporech.
Článek Vincence Brandla, který vyšel v roce 1886, začíná slovy: „Známo jest, že různý panuje názor, jaké barvy na zemském znaku markrabství Moravského vlastně býti mají? V tom se shodují všichni, že zemský ten znak obsahovati má korunovanou, v pravo hledící orlici v modrém poli; v tom však jest různice, mají-li totiž kostky na té orlici býti červené a bílé, či červené a žluté? Vizme, jak takový spor povstati mohl. ...“, pokračuje: „... Nastává otázka, kterak to přišlo, že od několika let se užívá v erbu zemském orlice červenozlatě kostkované? ...“ a uzavírá takto: „Uvážíme-li bedlivě výsledky, jež z uvedených námi údajů historických vyvoditi sluší, zdá se nám, že pravým erbem markrabství moravského jest jedině orlice červenobílá; ... ti, kteří místo bílé barvy žlutou míti chtějí, odvolávají se na něco, co nikdy v platnosť a život nevešlo, jelikož privilej císaře Bedřicha IV. z roku 1462 od země moravské uznán nebyl, jinak by již v druhé polovici patnáctého, po celé šestnácté, sedmnácté, osmnácté století až do roku 1811 země místo červenobílé jistě byla užívala červenožluté orlice.“
27. června 1878 se moravský místodržitel obrátil na ministerstvo vnitra, ačkoli jednání o určení zemských barev, které naposledy probíhalo v roce 1863, stále nebylo ukončeno, moravské zemské orgány užívaly orlici zlatočerveně šachovanou. Barvy žlutá a červená v emblémech, na praporech, na objektech náležejících zemi jimi byly považovány za zemské barvy. Pokud bylo spolky veteránů požádáno o povolení, aby na jedné straně jejich praporu byl říšský znak a na druhé straně zemský, za zemský znak byla při povolování považována zlatočerveně šachovaná orlice. Ministerstvo vnitra, kterému byly tyto návrhy kvůli užívání říšského znaku na nich zasílány ke schválení, je vesměs doporučovalo. Když ale předtím Slovanské gymnázium v Olomouci v roce 1871 zemskou školní radu požádalo o povolení užívat v praporu zemský znak, kterým je bíločervená orlice v modrém poli, ministerstvo kultu a vyučování tento znak schválilo, přičemž se odvolalo na podobu říšského znaku používajícího pro Moravu stejné barvy. Při udělení praporu Slovanskému gymnáziu v Olomouci bylo ve zdůvodnění rozhodnuto o tom, že za moravskou orlici je považována červeně a stříbrně šachovaná orlice, dokud se v této podobě bude objevovat ve státním znaku: „dass der roth und silbern geschachte Adler als der mährische zu betrachten sei, so lange er in solcher Form im Staatswappen erscheine.“. Z toho důvodu bylo ve věci zemských barev opět žádáno o jednoznačné stanovisko. Koncem 70. let 19. století bylo zemskou školní radou pro národní školy vydáno tablo znaků zemí habsburského mocnářství, v němž byl moravský zemský znak nakreslen v podobě zlatočerveně šachované orlice. Místodržitel Kalina (Franz Kallina von Urbanow) si to vyložil tak, že jeho požadavkům na změnu barev znaku bylo konečně vyhověno, a tak ministerstvo vnitra začátkem 80. let 19. století požádal o zaslání příslušného výnosu. Ministr vnitra Eduard Taaffe mu tedy 25. května 1880 osobním dopisem oznámil, že moravský znak ve velkém a středním císařském znaku zůstává nezměněn, že se však Moravě povoluje užívat znak v podobě zachycené na zmíněném tablu pro národní školy, tzn. se zlatočerveně šachovanou orlicí.
Takto upraven byl pak moravský zemský znak nakreslen i v erbovníku Huga Gerharda Ströhla, který byl v roce 1890 vydán ve Vídni.
Ve velkém a středním státním znaku bylo ovšem až do roku 1915 používáno původní stříbrnočervené šachování orlice. Až tehdy bylo šachování orlice představující ve středním znaku znak Moravy změněno na červenozlaté, což se používalo v letech 1915-1918.

### Zlatočerveně šachovaná orlice ve znaku Rakouska-Uherska
Teprve ve válečném období se nakonec podařilo prosadit zlatočervené šachování orlice v moravském znaku do oficiálního říšského znaku Rakouska-Uherska, když byla v říjnu 1915 veřejně oznámena změna rakousko-uherského státního znaku, což podle Ivana Štarhy znamenalo, že moravské zemské barvy byly mezi lety 1915 až 1918 žlutá, červená a modrá. Význam ústřední vlády byl zdůrazněn zavedením úředního pojmenování "Rakousko", což bylo předtím neoficiální označení pro "Království a země na vídeňské říšské radě zastoupené". Až teprve v roce 1915 byl pro "nové" Rakousko stanoven vlastní znak, v němž byl znak Moravy uveden s orlicí zlatočerveně šachovanou, přičemž do té doby se v Královstvích a zemích na vídeňské říšské radě zastoupených používal znak pro celé Rakousko-Uhersko, a v Uhrách se používal uherský znak. Nelze se potom divit, že za těchto okolností se v novinách během války objevilo konstatování: "Není proto přípustné tvrzení, že bílá, červená a modrá jsou zemskými barvami moravskými, jako nemohlo býti považováno v roce 1848 za "demonstraci", když se objevily poprvé na domech brněnských a olomouckých prapory v barvách zlatočervených."
Oficiální prapor nebo vlajka ale Moravě udělena nebyla. Již předtím bylo v červnu 1915 v Moravské orlici a Brünner Zeitung otištěno úřední stanovisko k otázce vyvěšování praporů na úředních budovách a soukromými osobami "při událostech pro naši vlast zvláště radostných": "Prapory buďtež v prvé řadě v barvách rakouských (černo-žluté), pak v uherských barvách (červeno-bílo-zelené), v moravských zemských barvách (žluto-červené) a v barvách našich věrných spojenců Německa (černo-bílo-červené) a Turecka (červené s bílým půlměsícem a bílou hvězdou)" Informacemi došlými "z příslušného místa" se míní výnos moravského místodržitelství č. 34294 z 11. června 1915. Za moravské zemské barvy byly místodržitelstvím pokládány žlutá a červená.

#### Červenožlutá bikolóra
Moravská zemská školní rada požádala 7. října 1916 ministerstvo kultury a vyučování o změnu slov „Naše zemské barvy jsou bílá a červená“ v připravovaném slabikáři českého jazyka pro Moravu na znění „Naše zemské barvy jsou červená a zlatá“. Ministerstvo kultu a vyučování požádalo ministerstvo vnitra o stanovení správných zemských barev pro Moravu s ohledem na nový císařský výnos o státních znacích z 10. října 1915. Počátkem prosince 1916 se k záležitosti vyjádřil II. odbor ministerstva vnitra, který spravoval šlechtické záležitosti a také záležitosti erbů v Předlitavsku. Odborem bylo zvláště upozorněno na to, že v případě Moravy při určení pořadí červené a žluté (zvolených zemských barev) na případném praporu v zemských barvách heraldické zvyklosti nepomohou. O vyjádření byl ministerstvem vnitra požádán moravský místodržící Karel sv. p. Heinold von Udynski. Ten se 10. ledna 1917 obrátil na moravského zemského hejtmana Ottu hr. Serényiho a ten o stanovisko 16. ledna 1917 požádal ředitele Moravského zemského archivu dr. Bertolda Bretholze.
Bertold Bretholz argumentoval ve prospěch pořadí červená-žlutá, ale z jiných důvodů než Šlechtický odbor ministerstva vnitra. S jeho stanoviskem, že správné pořadí barev červená a žlutá, když obě tinktury jsou v šachování orlice z heraldického hlediska rovnocenné, nelze určit, nesouhlasil. Podle něj je v textu Fridrichovy listiny jasně vidět, že barvy země Moravy mají být do budoucnosti uváděny v pořadí červená a žlutá, čímž je také určeno, že červená barva má být na pruhované vlajce nad žlutou. Ve stanovisku moravského zemského výboru zaslaném moravskému místodržícímu 25. ledna je tak za správné pořadí zemských barev Moravy považována červená-žlutá.

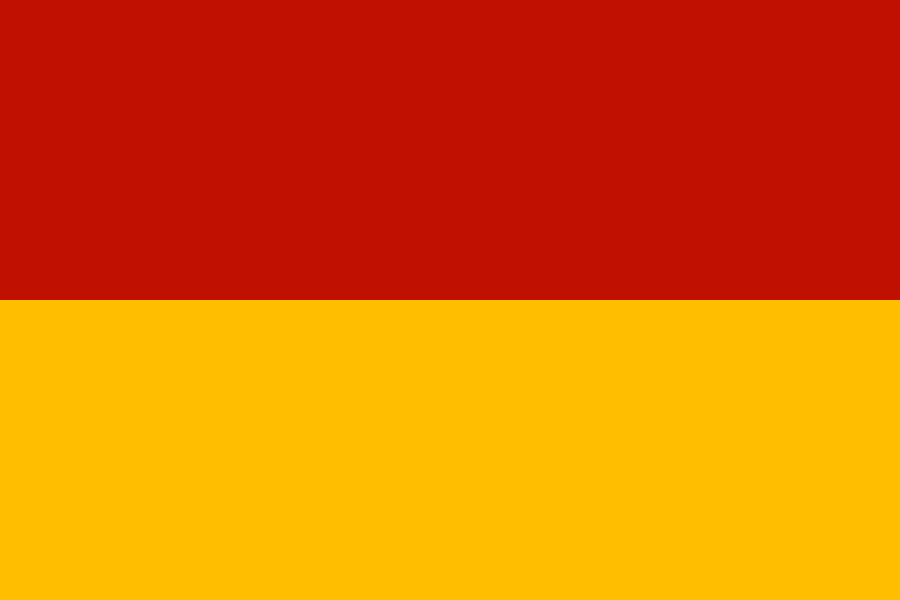
Červeno-žlutá bikolóra. Další z historických vlajek Moravy.

Poté 29. ledna moravský místodržící ohlásil ministerstvu vnitra, že pořadí barev červená-žlutá (zlatá) bylo moravským zemským výborem označeno jako správné pořadí zemských barev, což také odpovídalo zavedeným zvyklostem při vyvěšování praporů v zemských barvách.
Ministerstvu zaslané vyjádření Bertolda Bretholze bylo následně úředníky ministerstva vnitra odsouzeno jako chybné. Pro ministerstvo byla důležitá ta skutečnost, že podle zprávy moravského místodržícího je pořadí barev červená-žlutá na praporech v souladu se zavedenými zvyklostmi, že se na praporech v tomto pořadí skutečně používá. Věc byla ministerstvem uzavřena v únoru 1917 s tím, že v učebnicích a jiných učebních podkladech má být uvedeno pořadí barev červená-žlutá.
Moravský zemský hejtman dostal v březnu 1917 od moravského místodržícího pokyn, aby se podle stanoviska ministerstva vnitra v učebnicích a jiných výukových pomůckách pro zemské barvy užívalo pořadí barev červená a žlutá (resp. zlatá), protože toto pořadí odpovídalo zavedeným zvyklostem a neodporovalo popisu moravského znaku z 10. října 1915.

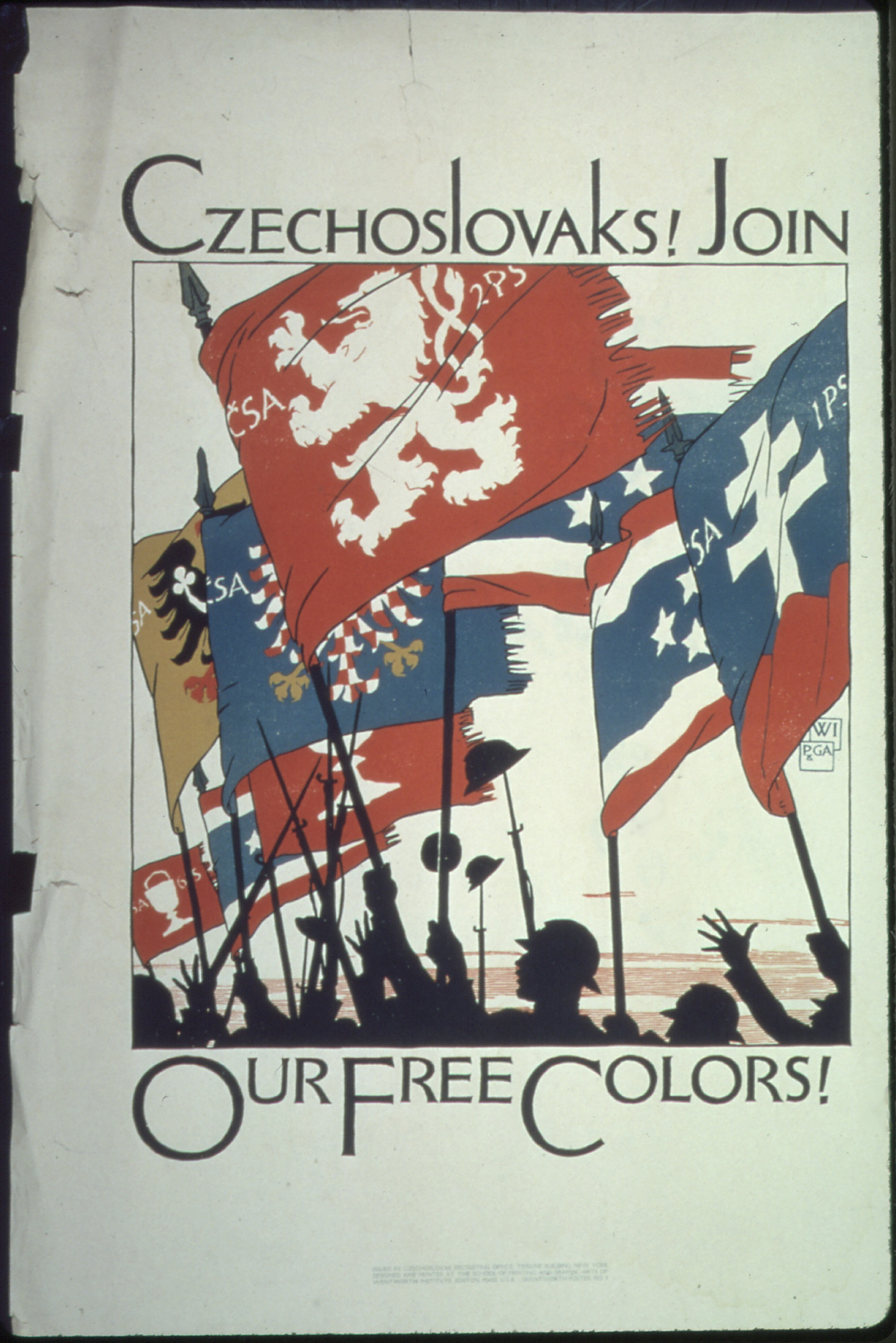
Náborový plakát od Vojtěcha Preissiga propagující protihabsburský
odboj a boj za samostatnou republiku (1918). Grafický list ukazuje vojáky nesoucí pušky s bodáky a prapory se znaky Slezska, Moravy, Čech a Slovenska aj.

Po celou dobu trvání Habsburské monarchie tak nebyla Markrabství moravskému ustavujícím způsobem zemská vlajka určena. Ze znakového privilegia císaře Fridricha III. z roku 1462 vůbec nelze odvodit, které ze tří barev v něm uvedeného zemského znaku se dají považovat za zemské barvy, a ani v jakém pořadí se mají uvádět. Ministerstvem vnitra bylo pouze nařízeno, aby byly moravské zemské barvy při ztvárnění vlajky nadále uváděny v pořadí červená a žlutá.
S blížícím se koncem války ale vyvěšování zemských vlajek (praporů) na Moravě patrně poněkud ochablo. Národní politika s odvoláním na Moravské noviny informuje, že moravské zemské úřady nevyvěšují své barvy a prapory "a to ani tenkrát, vyvěsí-li prapory velkoněmecké, říšskoněmecké, turecké atd.". Podobně k tomu píše olomoucký Našinec, když současně připomíná, že na zemském léčebném ústavu v Pasece se vyvěšují pouze černožluté a černo-bílo-červené prapory. Ústav tak činil důsledně, a jen když byla svěcena místní kaple, byly v přítomnosti přísedícího zemského výboru msgr. Šrámka vyvěšeny prapory v moravských zemských barvách, ale také českých.
Dobové články dokládají tehdy složité národnostní složení Moravy a Čech. Na Moravě byla situace složitější v tom, že veřejnost se zde na rozdíl od Čech v tom, jaké jsou správné zemské barvy, stále neshodovala. Užívání červené a žluté bylo často spojováno s moravskými Němci, kteří se hlásili k červenozlaté orlici a dále ještě dávali přednost i německým barvám, tj. černé, červené a žluté.

Krátce po vzniku samostatného československého státu informovala 9. listopadu 1918 Moravská orlice o nošení červenobílých kokard brněnskou policií: „Česky se naučili během 48 hodin. Ve svých strážnicích zpívají i česky. Nejraději zpívají: ‚Šup sem, šup tam, nám už je to všecko jedno.‘“.

České červenobílé bikolóry respektive bíločervené prapory (národní barvy) a slovanské trikolóry (barvy červená, bílá a modrá) se pak znovu v Brně a jinde objevují při oslavách vzniku samostatného státu 28. října 1918 na přelomu října a listopadu. Tehdy se v případě bikolóry skládající se z červené a bílé považovalo více než jednou za nutné upozornit na správné pořadí českých barev (bílá a červená), které jsou v té době již brány jako barvy státní: "Pozor na národní naše barvy! Jediné správné složení našich barev je: na konci žerdě čili "do ulice" bílá a pak (neboli k domu) červená! Není pravda, že je to jedno, ať se to převrátí jakkoli! Obrácená červenobílá je - brněnská! Mnozí majitelé domu už dle naší výzvy se řídili a prapor opravili. Doufáme, že tak i ostatní učiní. Ve vlastním státě přece snad nutno znáti - barvy státní". Červenobílá bikolóra, když jde o pořadí barev na vlajce, ačkoli vyvěšena ve smyslu českých (moravských) barev je přitom dokonce označena za brněnské barvy. Nad zemským domem vlál 29. října prapor s moravskou orlicí a prapor červenobílý. Současně byl na začátku listopadu 1918 požadován návrat k zemským barvám červené a bílé.
Protože v té době ještě nebyly nové státní symboly, prozatímně se používaly bíločervené vlajky. V logicky se objevivší debatě, jaké jsou barvy jednotlivých zemí, z nichž je nový stát složen, např. v prosinci 1918 F. Bělehrádek ve fejetonu Naše barvy a znaky otištěném v Moravské orlici říká, že moravskými barvami jsou zlatá a červená, a že: "Moravský prapor by měl býti modrý a na něm orlice zlatě a červeně šachovaná.". Méně srozumitelně se pak odvolává na heraldika Vojtěcha Krále z Dobré Vody a tvrdí, že moravský prapor je odvozen pouze z barev zlaté a červené (barvy figury). Současně pak upozorňuje na to, že takového znaku se nepoužívá: "nýbrž znaku staršího, totiž: bíle a červeně šachovaná orlice v modrém poli. Správně by tedy měly býti barvy moravského praporu bílo-červeno-modrá, jak se také někdy na Moravě pozoruje. Ostatně i na Moravě užívá se s oblibou praporů českých: bílo-červených, a byli za to učitelé a učitelky za války trestáni vězením, když se tázali, proč prapor bíločervený nevyvěšen na škole.". Téma v pokračování článku rozvíjí líčením historie znaku Moravy a na závěr konstatuje, že v roce 1462 polepšený znak "nevešel v užívání a jen ve volbě barev zemských nastalo kolísání".
V roce 1919 jsou domy v Brně při oslavě prvního výročí 28. října vyzdobeny prapory v národních a slovanských barvách. Na Německém domě vlál prapor červenožlutý.